# Falene del Madagascar

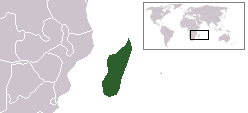
Localizzazione del Madagascar.

Le falene del Madagascar attualmente conosciute sono 4.386 specie.
Nel seguito ne viene presentata una lista.

## Adelidae
- Adela gymnota (Meyrick, 1912)
- Adela janineae (Viette, 1954)
- Adela tsaratanana (Viette, 1954)

## Alucitidae
- Alucita decaryella (Viette, 1956)
- Alucita euscripta (Minet, 1976)

## Argyresthiidae
- Argyresthia andrianella (Gibeaux, 1983)
- Argyresthia bobyella (Gibeaux, 1983)
- Argyresthia flavipes (Gibeaux, 1983)
- Argyresthia inexpectella (Gibeaux, 1983)
- Argyresthia italaviana (Gibeaux, 1983)
- Argyresthia pumilella (Gibeaux, 1983)
- Argyresthia pusiella (Gibeaux, 1983)
- Argyresthia resplenderella (Gibeaux, 1983)
- Argyresthia tristella (Gibeaux, 1983)

## Autostichidae
- Encrasima insularis (Butler, 1880)
- Pachnistis nigropunctella (Viette, 1955)

## Bombycidae
- Ocinara malagasy (Viette, 1965)

## Brachodidae
- Nigilgia seyrigella (Viette, 1955)
- Nigilgia toulgoetella (Viette, 1955)

## Callidulidae
- Caloschemia pulchra (Butler, 1878)
- Griveaudia charlesi (Viette, 1968)
- Griveaudia nigropuncta (Viette, 1958)
- Griveaudia vieui (Viette, 1958)

## Carposinidae
- Meridarchis unitacta (Diakonoff, 1970)

## Choreutidae
- Tebenna dialecta (Diakonoff, 1985)
- Tebenna micalis (Mann, 1857)

## Coleophoridae
- Coleophora leucobela (Meyrick, 1934)

## Copromorphidae
- Rhynchoferella syncentra (Meyrick, 1916)

## Cosmopterigidae
- Cosmopterix attenuatella (Walker, 1864)
- Falcatariella catalaiella (Viette, 1949)
- Falcatariella hirsutella (Viette, 1968)
- Hyalochna malgassella (Viette, 1963)
- Isidiella labathiella (Viette, 1956)
- Macrobathra antimeloda (Meyrick, 1930)
- Macrobathra auratella (Viette, 1958)
- Macrobathra sikoraella (Viette, 1956)
- Meleonoma diehlella (Viette, 1955)
- Meleonoma impulsa (Meyrick, 1934)
- Pyroderces ocreella (Viette, 1955)
- Scaeosopha betrokensis (Sinev & Li, 2012)
- Stagmatophora chopardella (Viette, 1954)
- Stagmatophora diakonoffi (Viette, 1968)

## Cossidae
- Hirtocossus cirrilator (Le Cerf, 1919)
- Hirtocossus crucis (Kenrick, 1914)
- Phragmataecia itremo (Viette, 1974)
- Planctogystia albiplagiata (Gaede, 1930)
- Planctogystia breviculus (Mabille, 1880)
- Planctogystia brunneofasciatus (Gaede, 1930)
- Planctogystia crassilineatus (Gaede, 1930)
- Planctogystia fulvosparsus (Butler, 1882)
- Planctogystia gaedei (Schoorl, 1990)
- Planctogystia legraini (Yakovlev & Saldaitis, 2011)
- Planctogystia lemur (Yakovlev, 2009)
- Planctogystia olsoufieffae (Yakovlev, 2011)
- Planctogystia parvulus (Kenrick, 1914)
- Planctogystia pavidus (Butler, 1882)
- Planctogystia sakalava (Viette, 1958)
- Planctogystia senex (Butler, 1882)
- Pseudocossus boisduvalii (Viette, 1955)
- Pseudocossus mineti (Yakovlev, 2011)
- Pseudocossus olsoufieffae (Yakovlev, 2011)
- Pseudocossus pljustchi (Yakovlev & Saldaitis, 2011)
- Pseudocossus uliginosus (Kenrick, 1914)
- Pseudocossus viettei (Yakovlev, 2011)
- Rambuasalama augustasi (Yakovlev & Saldaitis, 2008)
- Strigocossus ambahona (Viette, 1954)
- Strigocossus cretacea (Butler, 1878)
- Zeuzeropecten altitudinis (Viette, 1958)
- Zeuzeropecten castaneus (Kenrick, 1914)
- Zeuzeropecten combustus (Kenrick, 1914)
- Zeuzeropecten grandis (Viette, 1949)
- Zeuzeropecten lactescens (Gaede, 1929)
- Zeuzeropecten lecerfi (Viette, 1958)
- Zeuzeropecten occultoides (Kenrick, 1914)

## Crambidae
- Achyra coelatalis (Walker, 1859)
- Achyra massalis (Walker, 1859)
- Adelpherupa terreus (Zeller, 1877)
- Aethaloessa floridalis (Zeller, 1852)
- Agathodes isabella (Viette, 1989)
- Agathodes musivalis (Guenée, 1854)
- Agrotera atalis (Viette, 1958)
- Agrotera namorokalis (Marion & Viette, 1956)
- Alphacrambus prodontellus (Hampson, 1919)
- Ambia ambrealis (Viette, 1960)
- Ambia andasalis (Viette, 1960)
- Ambia anosibalis (Viette, 1958)
- Ambia argentifascialis (Marion, 1956)
- Ambia catalaianus (Viette, 1954)
- Ambia mantasoalis (Viette, 1978)
- Ambia marmorealis (Marion & Viette, 1956)
- Ambia nosivalis (Viette, 1958)
- Ambia phobos (Viette, 1989)
- Ambia pictoralis (Viette, 1960)
- Ambia vilisalis (Viette, 1958)
- Analyta calligrammalis (Mabille, 1879)
- Analyta gammalis (Viette, 1958)
- Anania elutalis (Kenrick, 1917)
- Anania ochriscriptalis (Marion & Viette, 1956)
- Ancylolomia auripaleella (Marion, 1954)
- Ancylolomia capensis (Zeller, 1852)
- Ancylolomia perfasciata (Hampson, 1919)
- Ancylolomia punctistrigellus (Mabille, 1880)
- Angustalius ditaeniellus (Marion, 1954)
- Angustalius hapaliscus (Zeller, 1852)
- Angustalius malacellus (Duponchel, 1836)
- Angustalius philippiellus (Viette, 1970)
- Argyractis coloralis (Guenée, 1854)
- Argyrarcha margarita (Warren, 1892)
- Argyrophorodes anosibalis (Marion, 1956)
- Argyrophorodes catalalis (Marion & Viette, 1956)
- Argyrophorodes dubiefalis (Viette, 1978)
- Argyrophorodes grisealis (Marion, 1956)
- Argyrophorodes hydrocampalis (Marion, 1956)
- Autocharis bekilalis (Marion & Viette, 1956)
- Autocharis carnosalis (Saalmüller, 1880)
- Autocharis catalalis (Viette, 1953)
- Autocharis ecthaemata (Hampson, 1913)
- Autocharis jacobsalis (Marion & Viette, 1956)
- Autocharis librodalis (Viette, 1958)
- Autocharis phortalis (Viette, 1958)
- Autocharis putralis (Viette, 1958)
- Autocharis seyrigalis (Marion & Viette, 1956)
- Bocchoris gallienalis (Viette, 1958)
- Bocchoris inspersalis (Zeller, 1852)
- Bocchoris isakalis (Viette, 1954)
- Bocchoris rufiflavalis (Hampson, 1912)
- Botyodes andrinalis (Viette, 1958)
- Botyodes asialis (Guenée, 1854)
- Bradina admixtalis (Walker, 1859)
- Bradina macaralis (Walker, 1859)
- Cadarena pudoraria (Hübner, 1825)
- Calamotropha discellus (Walker, 1863)
- Calamotropha malgasella (Błeszyński, 1970)
- Calamotropha paludella (Hübner, 1824)
- Calamotropha zoma (Viette, 1971)
- Cataclysta albifulvalis (Marion, 1956)
- Cataclysta albipunctalis (Hampson, 1897)
- Cataclysta ambahonalis (Marion, 1954)
- Cataclysta confusalis (Marion, 1956)
- Cataclysta diehlalis (Marion, 1956)
- Cataclysta ochrealis (Marion, 1956)
- Cataclysta pusillalis (Saalmüller, 1880)
- Cataclysta suffuscalis (Marion, 1956)
- Cataclysta supercilialis (Hampson, 1897)
- Charltona ariadna (Błeszyński, 1970)
- Chilo orichalcociliella (Strand, 1911)
- Chilo partellus (Swinhoe, 1886)
- Chilo sacchariphagus (Bojer, 1856)
- Cirrhochrista cygnalis (Pagenstecher, 1907)
- Cirrhochrista metisalis (Viette, 1961)
- Cirrhochrista oxylalis (Viette, 1961)
- Clatrodes squaleralis (Marion & Viette, 1953)
- Clupeosoma orientalalis (Viette, 1954)
- Clupeosoma vohilavalis (Marion & Viette, 1956)
- Cnaphalocrocis didialis (Viette, 1958)
- Cnaphalocrocis poeyalis (Boisduval, 1833)
- Cnaphalocrocis trapezalis (Guenée, 1854)
- Cnaphalocrocis trebiusalis (Walker, 1859)
- Condylorrhiza zyphalis (Viette, 1958)
- Coptobasoides latericalis (Marion, 1955)
- Coptobasoides marionalis (Viette, 1960)
- Coptobasoides ochristalis (Marion, 1956)
- Coptobasoides pauliani (Marion, 1955)
- Crambus diarhabdellus (Hampson, 1919)
- Crambus zelator (Bassi, 1992)
- Crocidolomia pavonana (Fabricius, 1794)
- Crocidophora elongalis (Viette, 1978)
- Crypsiptya viettalis (Marion, 1956)
- Cryptosara vadonalis (Marion, 1956)
- Culladia achroellum (Mabille, 1900)
- Diaphania andringitralis (Viette, 1960)
- Diaphania indica (Saunders, 1851)
- Diasemia monostigma (Hampson, 1913)
- Diasemiopsis ramburialis (Duponchel, 1834)
- Dicepolia marginescriptalis (Kenrick, 1917)
- Dicepolia marionalis (Viette, 1958)
- Dicepolia munroealis (Viette, 1960)
- Dicepolia rufeolalis (Mabille, 1900)
- Dichocrocis alluaudalis (Viette, 1953)
- Dichocrocis catalalis (Viette, 1953)
- Dichocrocis tigridalis (Mabille, 1900)
- Dipleurinodes mineti (Leraut, 1989)
- Dolicharthria mabillealis (Viette, 1953)
- Dolicharthria modestalis (Saalmüller, 1880)
- Donacaula rufalis (Hampson, 1919)
- Duponchelia fovealis (Zeller, 1847)
- Elophila africalis (Hampson, 1906)
- Elophila minimalis (Saalmüller, 1880)
- Epipagis quadriserialis (Pagenstecher, 1907)
- Eretmopteryx flabelligera (Saalmüller, 1880)
- Euchromius klimeschi (Błeszyński, 1961)
- Euchromius mythus (Błeszyński, 1970)
- Euchromius ocellea (Haworth, 1811)
- Euclasta defamatalis (Walker, 1859)
- Euclasta gigantalis (Viette, 1957)
- Eudipleurina ambrensis (Leraut, 1989)
- Eudipleurina ankaratrella (Marion, 1956)
- Eudonia alticola (Leraut, 1989)
- Eudonia griveaudi (Leraut, 1989)
- Eudonia ivelonensis (Leraut, 1989)
- Eudonia madagascariensis (Leraut, 1989)
- Eudonia malgassicella (Marion, 1956)
- Eudonia marioni (Leraut, 1989)
- Eudonia minima (Leraut, 1989)
- Eudonia perinetensis (Leraut, 1989)
- Eudonia sogai (Leraut, 1989)
- Eudonia viettei (Leraut, 1989)
- Euphyciodes albotessulalis (Mabille, 1900)
- Euphyciodes griveaudalis (Viette, 1960)
- Eurrhyparodes bracteolalis (Zeller, 1852)
- Eurrhyparodes tricoloralis (Zeller, 1852)
- Filodes costivitralis (Guenée, 1862)
- Filodes malgassalis (Mabille, 1900)
- Ghesquierellana hirtusalis (Walker, 1859)
- Glyphodella flavibrunnea (Hampson, 1898)
- Glyphodella vadonalis (Viette, 1958)
- Glyphodes boseae (Saalmüller, 1880)
- Glyphodes mijamo (Viette, 1989)
- Glyphodes onychinalis (Guenée, 1854)
- Glyphodes paramicalis (Kenrick, 1917)
- Glyphodes shafferorum (Viette, 1987)
- Glyphodes stolalis (Guenée, 1854)
- Glyphodes toulgoetalis (Marion, 1954)
- Glyphodes viettealis (Marion, 1954)
- Goniophysetis actalellus (Viette, 1960)
- Goniophysetis malgassellus (Viette, 1960)
- Haimbachia leucopleuralis (Mabille, 1900)
- Haritalodes barbuti (Leraut, 2005)
- Haritalodes derogata (Fabricius, 1775)
- Haritalodes mineti (Leraut, 2005)
- Haritalodes polycymalis (Hampson, 1912)
- Heliothela ophideresana (Walker, 1863)
- Hellula undalis (Fabricius, 1781)
- Herpetogramma atropunctalis (Mabille, 1900)
- Herpetogramma brunnealis (Hampson, 1913)
- Herpetogramma griseolineata (Mabille, 1900)
- Herpetogramma licarsisalis (Walker, 1859)
- Herpetogramma minoralis (Warren, 1892)
- Herpetogramma phaeopteralis (Guenée, 1854)
- Herpetogramma piasusalis (Walker, 1859)
- Hodebertia testalis (Fabricius, 1794)
- Hyalobathra dictatrix (Meyrick, 1934)
- Hydriris ornatalis (Duponchel, 1832)
- Hymenia perspectalis (Hübner, 1796)
- Hymenoptychis sordida (Zeller, 1852)
- Isocentris filalis (Guenée, 1854)
- Isocentris retinalis (Saalmüller, 1880)
- Lamprosema alphalis (Viette, 1958)
- Lamprosema argyropalis (Hampson, 1908)
- Lamprosema atsinana (Viette, 1989)
- Lamprosema guttalis (Viette, 1958)
- Lamprosema kingdoni (Butler, 1879)
- Lamprosema lucillalis (Viette, 1958)
- Lamprosema nomangara (Viette, 1981)
- Lamprosema ochrimarginalis (Marion, 1954)
- Lamprosema pulveralis (Marion, 1954)
- Lamprosema rakotalis (Viette, 1958)
- Leucinodes hemichionalis (Mabille, 1900)
- Loxostege decaryalis (Marion & Viette, 1956)
- Lygropia acosmialis (Mabille, 1879)
- Lygropia leucophanalis (Mabille, 1900)
- Lygropia ochracealis (Saalmüller, 1880)
- Lygropia vinanyalis (Viette, 1958)
- Mabilleodes anabalis (Viette, 1989)
- Mabilleodes catalalis (Marion & Viette, 1956)
- Malgasochilo autarotellus (Błeszyński, 1970)
- Maruca vitrata (Fabricius, 1787)
- Megatarsodes baltealis (Mabille, 1881)
- Metoeca foedalis (Guenée, 1854)
- Nacoleia rubralis (Hampson, 1898)
- Nausinoe geometralis (Guenée, 1854)
- Neurophyseta saniralis (Viette, 1989)
- Neurophyseta sogalalis (Viette, 1989)
- Nomophila noctuella (Denis & Schiffermüller, 1775)
- Noorda blitealis (Walker, 1859)
- Noorda diehlalis (Marion & Viette, 1956)
- Notarcha quaternalis (Zeller, 1852)
- Notarcha viettalis (Marion, 1956)
- Nymphicula argyrochrysalis (Mabille, 1900)
- Nymphicula callichromalis (Mabille, 1879)
- Nymphicula diehlalis (Marion, 1956)
- Obtusipalpis brunneata (Hampson, 1919)
- Obtusipalpis rubricostalis (Marion, 1954)
- Oligostigma flavialbalis (Hampson, 1917)
- Oligostigma rufiterminalis (Hampson, 1917)
- Omiodes indicata (Fabricius, 1775)
- Omphisa vaovao (Viette, 1973)
- Orphnophanes ankarampotsyalis (Marion & Viette, 1956)
- Pagyda pulvereiumbralis (Hampson, 1918)
- Pagyda trivirgalis (de Joannis, 1932)
- Palpita jacobsalis (Marion & Viette, 1956)
- Palpita paulianalis (Marion & Viette, 1956)
- Palpita vitrealis (Rossi, 1794)
- Panotima angularis (Hampson, 1897)
- Panotima shafferi (Viette, 1989)
- Parapoynx diminutalis (Snellen, 1880)
- Parapoynx fluctuosalis (Zeller, 1852)
- Parapoynx luteivittalis (Mabille, 1880)
- Parapoynx minoralis (Mabille, 1881)
- Parapoynx plumbefusalis (Hampson, 1917)
- Parapoynx stagnalis (Zeller, 1852)
- Pardomima amyntusalis (Walker, 1859)
- Pardomima azancla (Martin, 1955)
- Pardomima testudinalis (Saalmüller, 1880)
- Pardomima zanclophora (Martin, 1955)
- Parotis ankaratralis (Marion, 1954)
- Parotis costulalis (Strand, 1912)
- Parotis prasinalis (Saalmüller, 1880)
- Parotis zambesalis (Walker, 1866)
- Parthenodes ankasokalis (Viette, 1958)
- Patissa vagilinealis (Hampson, 1908)
- Pediasia ematheudellus (de Joannis, 1927)
- Pediasia gertlerae (Błeszyński, 1969)
- Pediasia naumanni (Błeszyński, 1969)
- Pediasia scolopendra (Błeszyński, 1969)
- Phostria gravitalis (Saalmüller, 1880)
- Phryganodes antongilensis (Mabille, 1900)
- Pilocrocis deltalis (Viette, 1958)
- Pilocrocis fanovalis (Viette, 1958)
- Pilocrocis italavalis (Viette, 1958)
- Pilocrocis janinalis (Viette, 1958)
- Pilocrocis rectilinealis (Kenrick, 1917)
- Pilocrocis xanthostictalis (Hampson, 1908)
- Placosaris labordalis (Viette, 1958)
- Pleuroptya balteata (Fabricius, 1798)
- Pleuroptya pauperalis (Marion, 1954)
- Poliobotys ablactalis (Walker, 1859)
- Polygrammodes faraonyalis (Viette, 1954)
- Polygrammodes griveaudalis (Viette, 1981)
- Polygrammodes phyllophila (Butler, 1878)
- Polygrammodes seyrigalis (Viette, 1953)
- Polythlipta annulifera (Walker, 1866)
- Prionapteryx texturella (Zeller, 1877)
- Productalius tritaeniellus (Marion, 1954)
- Prophantis smaragdina (Butler, 1875)
- Prorodes leucothyralis (Mabille, 1900)
- Psammotis rubrivena (Warren, 1892)
- Psara dorcalis (Guenée, 1862)
- Psara ferruginalis (Saalmüller, 1880)
- Psara ultratrinalis (Marion, 1954)
- Pseudocatharylla berberichi (Błeszyński, 1970)
- Pycnarmon cribrata (Fabricius, 1794)
- Pycnarmon eosalis (Viette, 1958)
- Pycnarmon macilentalis (Viette, 1958)
- Pycnarmon septemnotata (Mabille, 1900)
- Pyrausta amelokalis (Viette, 1958)
- Pyrausta ankaratralis (Marion & Viette, 1956)
- Pyrausta childrenalis (Boisduval, 1833)
- Pyrausta flavipunctalis (Marion, 1954)
- Pyrausta griveaudalis (Viette, 1978)
- Pyrausta kandalis (Viette, 1989)
- Pyrausta lambomakandroalis (Viette, 1954)
- Pyrausta peyrieralis (Viette, 1978)
- Pyrausta phaenicealis (Hübner, 1818)
- Pyrausta semilimbalis (Mabille, 1900)
- Pyrausta subflavalis (Warren, 1892)
- Pyrausta syntomidalis (Viette, 1960)
- Pyrausta venilialis (Mabille, 1880)
- Sameodes cancellalis (Zeller, 1852)
- Sameodesma decaryalis (Viette, 1954)
- Sceliodes raondry (Viette, 1981)
- Scirpophaga goliath (Marion & Viette, 1953)
- Scirpophaga marginepunctellus (de Joannis, 1927)
- Scirpophaga melanoclista (Meyrick, 1935)
- Scirpophaga occidentella (Walker, 1863)
- Scirpophaga subumbrosa (Meyrick, 1933)
- Scoparia benigna (Meyrick, 1910)
- Scoparia resinodes (de Joannis, 1932)
- Sebrus amandus (Błeszyński, 1970)
- Sinomphisa jeannelalis (Marion & Viette, 1956)
- Spoladea recurvalis (Fabricius, 1775)
- Stegothyris fasciculalis (Zeller, 1852)
- Stemorrhages sericea (Drury, 1773)
- Stenochora lancinalis (Guenée, 1854)
- Sufetula nigrescens (Hampson, 1912)
- Syllepte aureotinctalis (Kenrick, 1917)
- Syllepte glebalis (Lederer, 1863)
- Syllepte kenrickalis (Viette, 1960)
- Syllepte lanatalis (Viette, 1960)
- Syllepte mahafalalis (Marion & Viette, 1956)
- Syllepte malgassanalis (Viette, 1954)
- Syllepte mysisalis (Walker, 1859)
- Syllepte neodesmialis (Klima, 1939)
- Syllepte ovialis (Walker, 1859)
- Syllepte posticalis (Saalmüller, 1880)
- Syllepte rubrifucalis (Mabille, 1900)
- Syllepte stumpffalis (Viette, 1960)
- Syllepte vohilavalis (Viette, 1954)
- Symphonia marionalis (Viette, 1958)
- Symphonia nymphulalis (Marion & Viette, 1956)
- Synclera traducalis (Zeller, 1852)
- Syngamia eos (Druce, 1902)
- Syngamia glebosalis (Viette, 1960)
- Syngamia jeanneli (Viette, 1954)
- Syngamia longicornalis (Mabille, 1900)
- Syngamia luteofusalis (Mabille, 1900)
- Tegostoma kenrickalis (Marion & Viette, 1956)
- Tegostoma millotalis (Marion, 1956)
- Theila fusconebulalis (Marion, 1954)
- Thevitella alphalis (Viette, 1958)
- Udea ferrugalis (Hübner, 1796)
- Ulopeza crocifrontalis (Mabille, 1900)
- Ulopeza macilentalis (Viette, 1958)
- Uresiphita catalalis (Viette, 1953)
- Uresiphita gilvata (Fabricius, 1794)
- Viettessa bethalis (Viette, 1958)
- Zacatecas ankasokellus (Viette, 1960)
- Zagiridia alamotralis (Viette, 1973)
- Zebronia phenice (Cramer, 1780)

## Drepanidae
- Archidrepana saturniata (Warren, 1902)
- Crocinis boboa (Watson, 1965)
- Crocinis canescens (Watson, 1965)
- Crocinis felina (Watson, 1965)
- Crocinis fenestrata (Butler, 1879)
- Crocinis imaitsoana (Watson, 1965)
- Crocinis licina (Watson, 1965)
- Crocinis prolixa (Watson, 1965)
- Crocinis spicata (Watson, 1965)
- Crocinis tetrathyra (Mabille, 1900)
- Crocinis viettei (Watson, 1965)
- Epicampoptera carnea (Saalmüller, 1884)
- Epicampoptera graciosa (Watson, 1965)
- Epicampoptera griveaudi (Watson, 1965)
- Gonoreta bispina (Watson, 1965)
- Gonoretodes timea (Watson, 1965)
- Nidara calligola (Watson, 1965)
- Nidara croceina (Mabille, 1898)
- Nidara marcus (Watson, 1965)
- Nidara multiversa (Watson, 1965)
- Nidara pumilla (Watson, 1965)
- Oretopsis vohilava (Viette, 1954)

## Dudgeoneidae
- Dudgeonea locuples (Mabille, 1879)
- Dudgeonea malagassa (Viette, 1958)

## Elachistidae
- Elachista crocogastra (Meyrick, 1908)
- Ethmia albilineata (Viette, 1952)
- Ethmia andranella (Viette, 1976)
- Ethmia atriflorella (Viette, 1958)
- Ethmia baronella (Viette, 1976)
- Ethmia befasiella (Viette, 1958)
- Ethmia bradleyi (Viette, 1952)
- Ethmia decaryanum (Viette, 1954)
- Ethmia deconfiturella (Viette, 1963)
- Ethmia linosella (Viette, 1976)
- Ethmia nigroapicella (Saalmüller, 1880)
- Ethmia novoryella (Viette, 1976)
- Ethmia oberthurella (Viette, 1958)
- Ethmia oculigera (Möschler, 1884)
- Ethmia oculimarginata (Diakonoff, 1947)
- Ethmia pylonotella (Viette, 1956)
- Ethmia pylorella (Viette, 1956)
- Ethmia saalmullerella (Viette, 1958)
- Ethmia sotsaella (Viette, 1976)
- Eutorna diluvialis (Meyrick, 1913)
- Eutorna punctinigrella (Viette, 1955)
- Orophia madagascariensis (Viette, 1951)
- Orophia quadripunctella (Viette, 1955)
- Orophia toulgoetianum (Viette, 1954)
- Pauroptila sikoraella (Viette, 1956)

## Epermeniidae
- Epermenia brevilineolata (Gaedike, 2004)
- Epermenia griveaudi (Gaedike, 2004)
- Epermenia maculata (Gaedike, 2004)
- Epermenia mineti (Gaedike, 2004)
- Epermenia minuta (Gaedike, 2004)
- Mesepermenia malgachica (Gaedike, 2004)
- Ochromolopis pallida (Gaedike, 2004)

## Epipyropidae
- Epipyrops grandidieri (Viette, 1961)
- Epipyrops malagassica (Jordan, 1928)
- Epipyrops radama (Viette, 1961)

## Erebidae
- Abakabaka fuliginosa (Saalmüller, 1884)
- Abakabaka phasiana (Butler, 1882)
- Acantholipes transiens (Berio, 1956)
- Acantholipes trimeni (Felder & Rogenhofer, 1874)
- Achaea balteata (de Joannis, 1912)
- Achaea boris (Geyer, 1837)
- Achaea catella (Guenée, 1852)
- Achaea dejeanii (Boisduval, 1833)
- Achaea dmoe (Prout L. B., 1919)
- Achaea ebenaui (Saalmüller, 1880)
- Achaea euryplaga (Hampson, 1913)
- Achaea finita (Guenée, 1852)
- Achaea illustrata (Walker, 1858)
- Achaea imperatrix (Saalmüller, 1881)
- Achaea infinita (Guenée, 1852)
- Achaea lenzi (Saalmüller, 1881)
- Achaea leucopasa (Walker, 1858)
- Achaea lienardi (Boisduval, 1833)
- Achaea mercatoria (Fabricius, 1775)
- Achaea oedipodina (Mabille, 1879)
- Achaea orthogramma (Mabille, 1879)
- Achaea praestans (Guenée, 1852)
- Achaea radama (Felder & Rogenhofer, 1874)
- Achaea retrorsa (Hampson, 1913)
- Achaea stumpffii (Saalmüller, 1880)
- Achaea trapezoides (Guenée, 1862)
- Achaea violaceofascia (Saalmüller, 1891)
- Acontia ampijoroa (Viette, 1965)
- Acontia antica (Walker, 1862)
- Acontia bollandi (Hacker, Legrain & Fibiger, 2008)
- Acontia delphinensis (Viette, 1968)
- Acontia gloriosa (Kenrick, 1917)
- Acontia imitatrix (Wallengren, 1856)
- Acontia laurenconi (Viette, 1965)
- Acontia luteola (Saalmüller, 1891)
- Acontia malagasy (Viette, 1965)
- Acontia malgassica (Mabille, 1881)
- Acontia microptera (Mabille, 1879)
- Acontia miegii (Mabille, 1882)
- Acontia paphos (Viette, 1973)
- Acontia pauliani (Viette, 1965)
- Acontia splendida (Rothschild, 1924)
- Acontia transducta (Viette, 1958)
- Acontia transfigurata (Wallengren, 1856)
- Acremma albipoda (Berio, 1959)
- Adrapsa ambrensis (Viette, 1965)
- Adrapsa luma (Viette, 1961)
- Adrapsa radiata (Viette, 1965)
- Agylla madagascariensis (de Toulgoët, 1960)
- Alepista irregularis (de Toulgoët, 1976)
- Alina ochroderoea (Mabille, 1897)
- Alytarchia amanda (Boisduval, 1847)
- Amerila madagascariensis (Boisduval, 1847)
- Amerila vitrea (Plötz, 1880)
- Ametropalpis nasuta (Mabille, 1884)
- Amphicallia pratti (Kenrick, 1914)
- Amsacta duberneti (Toulgoët, 1968)
- Amyna axis (Guenée, 1852)
- Amyna punctum (Fabricius, 1794)
- Ancistris saturnina (Mabille, 1898)
- Andrianam poinimerina (Viette, 1954)
- Ankova belessichares (Collenette, 1936)
- Ankova lignea (Butler, 1879)
- Anoba cowani (Viette, 1966)
- Anoba dujardini (Viette, 1970)
- Anoba ligondesi (Viette, 1970)
- Anoba malagasy (Viette, 1970)
- Anoba turlini (Viette, 1970)
- Anoba voissati (Viette, 1970)
- Anomis alluaudi (Viette, 1965)
- Anomis auragoides (Guenée, 1852)
- Anomis campanalis (Mabille, 1880)
- Anomis flava (Fabricius, 1775)
- Anomis lavaudeni (Viette, 1968)
- Anomis lophognatha (Hampson, 1926)
- Anomis mandraka (Viette, 1965)
- Antarchaea terminalis (Mabille, 1880)
- Antiblemma acrosema (Mabille, 1900)
- Anticarsia rubricans (Boisduval, 1833)
- Antiophlebia griveaudi (Viette, 1966)
- Aphomoeoma mesembrinum (Collenette, 1959)
- Argina amanda (Boisduval, 1847)
- Argina astrea (Drury, 1773)
- Argyphia arcifera (Mabille, 1881)
- Argyrolopha trisignata (Mabille, 1900)
- Arsina silenalis (Guenée, 1862)
- Asota borbonica (Boisduval, 1833)
- Asota concolora (Swinhoe, 1903)
- Asota diastropha (Prout, 1918)
- Astacosia lineata (de Toulgoët, 1966)
- Astacosia oblonga (de Toulgoët, 1955)
- Astacosia ornatrix (de Toulgoët, 1958)
- Athyrma saalmulleri (Mabille, 1881)
- Attatha attathoides (Karsch, 1896)
- Attonda adspersa (Felder & Rogenhofer, 1874)
- Audea agrotidea (Mabille, 1880)
- Audea delphinensis (Viette, 1966)
- Audea jonasi (Kühne, 2005)
- Audea vadoni (Viette, 1966)
- Aulocheta parallelalis (Mabille, 1880)
- Autoba costimacula (Saalmüller, 1880)
- Autoba malgassica (Berio, 1954)
- Autoba olivacea (Walker, 1858)
- Avitta bryonota (Viette, 1956)
- Avitta habrarcha (Viette, 1956)
- Avitta lineosa (Saalmüller, 1891)
- Axiopoeniella lasti (Rothschild, 1910)
- Axiopoeniella laymerisa (Grandidier, 1867)
- Azeta reuteri (Saalmüller, 1881)
- Bamra cazeti (Mabille, 1893)
- Baniana omoptila (Viette, 1956)
- Brevipecten dufayi (Viette, 1976)
- Brevipecten malagasy (Viette, 1965)
- Cadorela translucida (Griveaud, 1973)
- Calesia nigriventris (Aurivillius, 1909)
- Camptodona bigrammica (Saalmüller, 1880)
- Camptodona obscurobasalis (Saalmüller, 1880)
- Caryonopera mainty (Viette, 1972)
- Caryonopera malgassica (Berio, 1956)
- Catalana sandrangato (Viette, 1961)
- Catalana vohilava (Viette, 1954)
- Catephia nigropicta (Saalmüller, 1880)
- Catephia squamosa (Wallengren, 1856)
- Catephia triphaenoides (Viette, 1965)
- Cerocala decaryi (Griveaud & Viette, 1962)
- Cerocala ilia (Viette, 1973)
- Cerocala ratovosoni (Viette, 1973)
- Cerocala subrufa (Griveaud & Viette, 1962)
- Cerocala vermiculosa (Herrich-Schäffer, [1858])
- Cerynea fissilinea (Hampson, 1910)
- Cerynea ignealis (Hampson, 1910)
- Cerynea porphyrea (Hampson, 1910)
- Cerynea thermesialis (Walker, 1866)
- Chalciope delta (Boisduval, 1833)
- Chiromachla gracilis (Saalmüller, 1884)
- Chiromachla insulare (Boisduval, 1833)
- Chiromachla pallescens (Oberthür, 1890)
- Claterna ochreoplaga (Viette, 1966)
- Claterna perinetensis (Viette, 1966)
- Claterna sparsipuncta (Viette, 1966)
- Coelophoris andasy (Viette, 1965)
- Coelophoris ankasoka (Viette, 1965)
- Coelophoris lakato (Viette, 1965)
- Coelophoris lucifer (Viette, 1972)
- Coelophoris marojejy (Viette, 1965)
- Coelophoris pluriplaga (Viette, 1956)
- Coelophoris sogai (Viette, 1965)
- Coelophoris trilineata (Mabille, 1900)
- Collenettema chionoptera (Collenette, 1936)
- Collenettema crocipes (Boisduval, 1833)
- Colobochyla mabillealis (Viette, 1954)
- Colobochyla saalmuelleralis (Viette, 1954)
- Corgatha chopardi (Berio, 1954)
- Corgatha coenogramma (Mabille, 1900)
- Corgatha omopisoides (Berio, 1954)
- Corgatha ozolicoides (Berio, 1954)
- Corgathalia viettei (Berio, 1966)
- Creatonotos perineti (Rothschild, 1933)
- Cristulosia bilunata (de Toulgoët, 1958)
- Cristulosia deceptans (de Toulgoët, 1956)
- Crorema viettei (Collenette, 1960)
- Croremopsis argenna (Mabille, 1900)
- Cryphioides ocellata (Berio, 1964)
- Cryptomeria mabillei (Saalmüller, 1880)
- Cyana amatura (Walker, 1863)
- Cyana grandis (Mabille, 1879)
- Cyana puella (Drury, 1773)
- Cyana saalmuelleri (Butler, 1882)
- Cyligramma disturbans (Walker, 1858)
- Cyligramma duplex (Guenée, 1852)
- Cyligramma fluctuosa (Drury, 1773)
- Cyligramma joa (Boisduval, 1833)
- Cyligramma latona (Cramer, 1775)
- Cyligramma limacina (Guérin-Méneville, 1832)
- Cyligramma magus (Guérin-Méneville, [1844])
- Dasychira bata (Collenette, 1939)
- Dasychira butleri (Swinhoe, 1923)
- Dasychira colini (Mabille, 1893)
- Dasychira maculata (Griveaud, 1974)
- Dasychira nolana (Mabille, 1882)
- Dasychira problematica (Hering, 1926)
- Deinhugia nigra (Laporte, 1974)
- Deinopa hiaraka (Viette, 1972)
- Deinypena biplagalis (Viette, 1954)
- Deinypena ranomafana (Viette, 1966)
- Detoulgoetia virginalis (Butler, 1878)
- Dichromia carninalis (Viette, 1956)
- Dichromia isoplocalis (Viette, 1956)
- Dichromia rationalis (Viette, 1956)
- Dichromia sieglinde (Viette, 1979)
- Dichromia xanthaspisalis (Viette, 1956)
- Digama malgassica (Toulgoët, 1954)
- Digama sagittata (Gaede, 1926)
- Digama septempuncta (Hampson, 1910)
- Dubianaclia butleri (Mabille, 1882)
- Dubianaclia quinquemacula (Mabille, 1882)
- Dysgonia angularis (Boisduval, 1833)
- Dysgonia berioi (Viette, 1968)
- Dysgonia delphinensis (Viette, 1968)
- Dysgonia derogans (Walker, 1858)
- Dysgonia digona (Mabille, 1879)
- Dysgonia laurentensis (Viette, 1968)
- Dysgonia malgassica (Viette, 1968)
- Dysgonia masama (Griveaud, 1981)
- Dysgonia torrida (Guenée, 1852)
- Egnasia berioi (Viette, 1954)
- Egnasia dolabrata (Berio, 1958)
- Egnasia macularia (Mabille, 1900)
- Egnasia obscurata (Mabille, 1898)
- Egnasia vicaria (Walker, 1866)
- Eilema amaurobapha (Mabille, 1900)
- Eilema ardens (Butler, 1882)
- Eilema argentea (Butler, 1878)
- Eilema aspersa (Butler, 1882)
- Eilema bitincta (Rothschild, 1924)
- Eilema carnea (Butler, 1882)
- Eilema catenata (Mabille, 1900)
- Eilema cirrochroa (Mabille, 1900)
- Eilema cramboides (Kenrick, 1914)
- Eilema cribroides (Kenrick, 1914)
- Eilema croceibasis (Toulgoët, 1955)
- Eilema decaryi (Toulgoët, 1955)
- Eilema fasciatella (Strand, 1922)
- Eilema flammea (Mabille, 1885)
- Eilema flexistriata (Butler, 1882)
- Eilema inconspicualis (Kenrick, 1914)
- Eilema inornata (Kenrick, 1914)
- Eilema insignis (Butler, 1882)
- Eilema kingdoni (Butler, 1877)
- Eilema mabillei (Butler, 1882)
- Eilema maculosa (Saalmüller, 1884)
- Eilema marginata (Guérin-Méneville, 1844)
- Eilema nigrociliata (Aurivillius, 1909)
- Eilema nigrosparsa (Butler, 1882)
- Eilema notifera (Saalmüller, 1880)
- Eilema pallidicosta (Mabille, 1900)
- Eilema pauliani (Toulgoët, 1955)
- Eilema phantasma (Toulgoët, 1955)
- Eilema punctistriata (Butler, 1882)
- Eilema quadrangula (Toulgoët, 1955)
- Eilema simulatricula (Toulgoët, 1955)
- Eilema sordida (Butler, 1882)
- Eilema trispilota (Saalmüller, 1880)
- Eilema umbrigera (Mabille, 1900)
- Eilema voeltzkowi (Aurivillius, 1909)
- Enispa elegans (Berio, 1959)
- Enispa leptinia (Mabille, 1900)
- Entomogramma pardus (Guenée, 1852)
- Eopirga candida (Hering, 1926)
- Eopirga heptasticta (Mabille, 1878)
- Episparis malagasy (Viette, 1966)
- Episparis spilothyris (Viette, 1956)
- Episparis vitrea (Saalmüller, 1891)
- Ercheia bergeri (Viette, 1968)
- Ercheia mahagonica (Saalmüller, 1891)
- Erebus macrops (Linnaeus, 1767)
- Erebus walkeri (Butler, 1875)
- Ericeia albangula (Saalmüller, 1880)
- Ericeia biplagiella (Viette, 1966)
- Ericeia congregata (Walker, 1858)
- Ericeia congressa (Walker, 1858)
- Ericeia lituraria (Saalmüller, 1880)
- Erika analalava (Griveaud, 1976)
- Eublarginea argentifera (Berio, 1966)
- Eublemma acarodes (Swinhoe, 1907)
- Eublemma apicipunctum (Saalmüller, 1891)
- Eublemma brygooi (Viette, 1967)
- Eublemma chopardi (Berio, 1954)
- Eublemma daphoenoides (Berio, 1941)
- Eublemma decora (Walker, 1869)
- Eublemma dissecta (Saalmüller, 1891)
- Eublemma exigua (Walker, 1858)
- Eublemma fasciola (Saalmüller, 1891)
- Eublemma geometriana (Viette, 1981)
- Eublemma insignifica (Rothschild, 1924)
- Eublemma leptinia (Mabille, 1900)
- Eublemma mesophaea (Hampson, 1910)
- Eublemma minima (Guenée, 1852)
- Eublemma postrosea (Gaede, 1935)
- Eublemma postrufoides (Poole, 1989)
- Eublemma ragusanoides (Berio, 1954)
- Eublemma rufoscastanea (Rothschild, 1924)
- Eublemma subrufula (Rothschild, 1924)
- Eublemma tephroclytioides (Rothschild, 1924)
- Eublemma viettei (Berio, 1954)
- Eublemmoides apicimacula (Mabille, 1880)
- Euchromia amoena (Möschler, 1872)
- Euchromia folletii (Guérin-Méneville, 1832)
- Euchromia madagascariensis (Boisduval, 1833)
- Eudasychira ampliata (Butler, 1878)
- Eudasychira audeoudi (Collenette, 1939)
- Eudasychira aurantiaca (Kenrick, 1914)
- Eudasychira aureotincta (Kenrick, 1914)
- Eudasychira diaereta (Collenette, 1959)
- Eudasychira galactina (Mabille, 1880)
- Eudasychira leucopsaroma (Collenette, 1959)
- Eudocima euryzona (Hampson, 1926)
- Eudocima formosa (Griveaud & Viette, 1962)
- Eudocima fullonia (Clerck, 1764)
- Eudocima imperator (Guérin-Méneville, 1832)
- Eudrapa sogai (Viette, 1965)
- Euippodes biplagula (Heyden, 1891)
- Eulocastra incognita (Berio, 1954)
- Eulocastra neoexcisa (Berio, 1954)
- Euproctis apoblepta (Collenette, 1953)
- Euproctis emilei (Griveaud, 1973)
- Euproctis eurybia (Collenette, 1959)
- Euproctis fervida (Walker, 1863)
- Euproctis fleuriotii (Guérin-Méneville, 1862)
- Euproctis incommoda (Butler, 1882)
- Euproctis juliettae (Griveaud, 1973)
- Euproctis lemuria (Hering, 1926)
- Euproctis limonea (Butler, 1882)
- Euproctis mahafalensis (Griveaud, 1973)
- Euproctis marojejya (Griveaud, 1973)
- Euproctis ochrea (Butler, 1878)
- Euproctis oxyptera (Collenette, 1936)
- Euproctis producta (Walker, 1863)
- Euproctis putilla (Saalmüller, 1884)
- Euproctis sanguigutta (Hampson, 1905)
- Euproctis stenobia (Collenette, 1959)
- Euproctis straminicolor (Janse, 1915)
- Euproctis titania (Butler, 1879)
- Eustrotia divisa (Saalmüller, 1891)
- Eustrotia micardoides (Berio, 1954)
- Exilisia andriai (Toulgoët, 1955)
- Exilisia bijuga (Mabille, 1899)
- Exilisia bilineata (Toulgoët, 1954)
- Exilisia bipuncta (Hampson, 1900)
- Exilisia costimacula (Tougoët, 1958)
- Exilisia falcata (Toulgoët, 1954)
- Exilisia flavicapilla (Toulgoët, 1954)
- Exilisia flavicincta (Toulgoët, 1965)
- Exilisia fletcheri (Toulgoët, 1956)
- Exilisia lichenaria (Toulgoët, 1954)
- Exilisia mabillei (Tougoët, 1958)
- Exilisia marmorea (Butler, 1882)
- Exilisia m-nigrum (Mabille, 1899)
- Exilisia nebulosa (Toulgoët, 1958)
- Exilisia obliterata (Toulgoët, 1958)
- Exilisia ocularis (Toulgoët, 1953)
- Exilisia olivascens (Toulgoët, 1954)
- Exilisia parvula (Butler, 1882)
- Exilisia perlucida (Toulgoët, 1954)
- Exilisia placida (Butler, 1882)
- Exilisia pluripunctata (Mabille, 1900)
- Exilisia pseudomarmorea (Toulgoët, 1958)
- Exilisia pseudoplacida (Toulgoët, 1958)
- Exilisia punctata (Hampson, 1900)
- Exilisia rufescens (Toulgoët, 1958)
- Exilisia viettei (Toulgoët, 1958)
- Fanala abbreviata (Kenrick, 1914)
- Fletcherinia decaryi (Griveaud, 1964)
- Focillopis antevorta (Viette, 1958)
- Focillopis dichroana (Viette, 1958)
- Fodina afflicta (Berio, 1959)
- Fodina analamerana (Viette, 1966)
- Fodina antsianaka (Viette, 1966)
- Fodina decussis (Saalmüller, 1891)
- Fodina insignis (Butler, 1880)
- Fodina laurentensis (Viette, 1966)
- Fodina mabillei (Viette, 1966)
- Fodina madagascariensis (Viette, 1966)
- Fodina malagasy (Viette, 1966)
- Fodina megalesia (Viette, 1966)
- Fodina pauliani (Viette, 1966)
- Fodina rhodotaenia (Mabille, 1879)
- Fodina sakalava (Viette, 1966)
- Fodina sogai (Viette, 1966)
- Fodina viettei (Berio, 1959)
- Fodina vieui (Viette, 1966)
- Fodinoidea formosa (Toulgoët, 1984)
- Fodinoidea pluto (Toulgoët, 1961)
- Fodinoidea pulchra (Tougoët, 1971)
- Fodinoidea rectifasciata (Collenette, 1930)
- Fodinoidea staudingeri (Saalmüller, 1884)
- Fodinoidea vectigera (Mabille, 1882)
- Gaedonea rosealutea (Berio, 1966)
- Gallienica ambahona (Collenette, 1954)
- Gallienica maligna (Butler, 1882)
- Gallienica sanguinea (Hering, 1926)
- Galtara extensa (Butler, 1880)
- Galtarodes ragonoti (Mabille, 1880)
- Gesonia elongalis (Viette, 1954)
- Gesonia inscitia (Swinhoe, 1885)
- Gesonia obeditalis (Walker, 1859)
- Gesonia silvestralis (Viette, 1956)
- Gnamptonyx australis (Viette, 1965)
- Gnamptonyx limbalis (Strand, 1914)
- Gondysia pertorrida (Berio, 1955)
- Gracilodes nysa (Guenée, 1852)
- Grammodes bifasciata (Petagna, 1787)
- Grammodes exclusiva (Pagenstecher, 1907)
- Grammodes stolida (Fabricius, 1775)
- Griveaudyria mascarena (Butler, 1878)
- Heliophisma klugii (Boisduval, 1833)
- Hemiceratoides hieroglyphica (Saalmüller, 1891)
- Herpeperas atra (Viette, 1961)
- Herpeperas tanda (Viette, 1961)
- Holoxanthina rhodotela (Viette, 1958)
- Homodes magnifica (Viette, 1958)
- Homoeomeria cretosa (Saalmüller, 1884)
- Hondryches ambrensis (Viette, 1972)
- Hondryches gueneei (Viette, 1966)
- Hondryches incertana (Viette, 1958)
- Hondryches problematica (Viette, 1958)
- Honeyia dia (Viette, 1972)
- Huebnerius dux (Saalmüller, 1881)
- Hydrillodes pyraustalis (Viette, 1954)
- Hydrillodes uliginosalis (Guenée, 1854)
- Hypena abyssinialis (Guenée, 1854)
- Hypena conscitalis (Walker, 1866)
- Hypena cowani (Viette, 1968)
- Hypena erikae (Lödl, 1994)
- Hypena fuscomaculalis (Saalmüller, 1880)
- Hypena griveaudi (Viette, 1968)
- Hypena jusssalis (Walker, 1859)
- Hypena kingdoni (Viette, 1968)
- Hypena laceratalis (Walker, 1859)
- Hypena laetalis (Walker, 1859)
- Hypena lividalis (Hübner, 1790)
- Hypena malagasy (Viette, 1968)
- Hypena nasutalis (Guenée, 1854)
- Hypena neoplyta (Prout, 1925)
- Hypena obacerralis (Walker, [1859])
- Hypena ophiusinalis (Mabille, 1879)
- Hypena polycyma (Hampson, 1902)
- Hypena sabinis (Lödl, 1994)
- Hypena toyi (Viette, 1968)
- Hypena varialis (Walker, 1866)
- Hypena veronikae (Lödl, 1994)
- Hypena verticalis (Hampson, 1910)
- Hyperlopha didyana (Viette, 1968)
- Hyperlopha flexuosa (Viette, 1968)
- Hyperlopha ralambo (Viette, 1968)
- Hypersophtha falcata (Berio, 1954)
- Hypersophtha priscata (Viette, 1961)
- Hypobleta fatua (Viette, 1961)
- Hypobleta festiva (Viette, 1961)
- Hypobleta viettei (Berio, 1954)
- Hypocala florens (Mabille, 1879)
- Hypopyra allardi (Oberthür, 1878)
- Hypopyra malgassica (Mabille, 1879)
- Hypopyra megalesia (Mabille, 1880)
- Hypospila contortalis (Mabille, 1880)
- Hypospila laurentensis (Viette, 1966)
- Hypospila trimacula (Saalmüller, 1891)
- Hypsiforma bicolor (Mabille, 1879)
- Hypsiforma concolora (Swinhoe, 1903)
- Hypsiforma lambertoni (Oberthür, 1923)
- Idia pernix (Townsend, 1958)
- Idia serralis (Mabille, 1880)
- Ilyrgis subsignata (Mabille, 1900)
- Ipermarca monovittata (Berio, 1966)
- Isorropus funeralis (Kenrick, 1914)
- Isorropus lateritea (de Toulgoët, 1957)
- Isorropus sanguinolenta (Mabille, 1878)
- Isorropus splendidus (de Toulgoët, 1957)
- Isorropus tricolor (Butler, 1880)
- Jabaina ania (Hering, 1926)
- Jabaina ithystropha (Collenette, 1939)
- Jabaina uteles (Collenette, 1936)
- Kintana ocellatula (Hering, 1926)
- Labordea chalcoptera(Collenette, 1936)
- Labordea hedilacea(Collenette, 1936)
- Labordea leucolineata(Griveaud, 1977)
- Labordea malgassica(Kenrick, 1914)
- Labordea marmor(Mabille, 1880)
- Labordea prasina(Butler, 1882)
- Labordea suarezi(Griveaud, 1977)
- Lacera alope(Cramer, 1780)
- Laelapia notata (Butler, 1879)
- Laelia croperoides (Hering, 1926)
- Laeliolina paetula (Hering, 1926)
- Lanitra hexamitobalia (Collenette, 1936)
- Leptepilepta diaphanella (Mabille, 1897)
- Leptepilepta umbrata (Griveaud, 1973)
- Leucoma lechrisemata (Collenette, 1959)
- Leucotelia ochreoplagata (Kenrick, 1917)
- Lithacodia albannularis (Berio, 1954)
- Lithacodia armilla (Saalmüller, 1891)
- Lithacodia blandula (Guenée, 1862)
- Lithacodia cupreofuscoides (Berio, 1954)
- Lithacodia decorina (Berio, 1954)
- Lithacodia flavofimbria (Saalmüller, 1891)
- Lithacodia mabillei (Berio, 1954)
- Lithacodia metachrysa (Hampson, 1910)
- Lithacodia mysteriosa (Berio, 1954)
- Lithacodia rubrilis (Berio, 1954)
- Lithacodia scapha (Saalmüller, 1891)
- Lithacodia varioplagata (Berio, 1954)
- Lophoruza affulgens (Saalmüller, 1881)
- Lophoruza semiscripta (Mabille, 1893)
- Lophotavia incivilis (Walker, 1865)
- Lymantica binotata (Mabille, 1880)
- Lymantica brunneata (Kenrick, 1914)
- Lymantica canariensis (Kenrick, 1914)
- Lymantica castanea (Kenrick, 1914)
- Lymantica castaneostriata (Kenrick, 1914)
- Lymantica dubia (Kenrick, 1914)
- Lymantica dulcinea (Butler, 1882)
- Lymantica hypobolimaea (Collenette, 1959)
- Lymantica joannisi (Le Cerf, 1921)
- Lymantica kenricki (Swinhoe, 1923)
- Lymantica lamda (Collenette, 1936)
- Lymantica leucophaes (Collenette, 1936)
- Lymantica malgassica (Kenrick, 1914)
- Lymantica phaeosericea (Mabille, 1884)
- Lymantica polycyma (Collenette, 1936)
- Lymantica polysticta (Collenette, 1929)
- Lymantica pruinosa (Butler, 1879)
- Lymantica rosea (Butler, 1879)
- Lymantica rufofusca (Mabille, 1900)
- Lymantica russula (Collenette, 1933)
- Lymantica rusticana (Hering, 1927)
- Lymantica suarezia (Mabille, 1897)
- Lymantica velutina (Mabille, 1879)
- Lymantria rebuti (Poujade, 1889)
- Macella euritiusalis (Walker, 1859)
- Macrochilo iteinalis (Viette, 1956)
- Macrochilo oxymoralis (Viette, 1956)
- Maculonaclia agatha (Oberthür, 1893)
- Maculonaclia altitudina (Griveaud, 1964)
- Maculonaclia ankasoka (Griveaud, 1964)
- Maculonaclia bicolor (Rothschild, 1911)
- Maculonaclia bicolorata (Griveaud, 1967)
- Maculonaclia brevipennis (Griveaud, 1964)
- Maculonaclia buntzeae (Griveaud, 1964)
- Maculonaclia delicata (Griveaud, 1964)
- Maculonaclia dentata (Griveaud, 1964)
- Maculonaclia douquettae (Griveaud, 1973)
- Maculonaclia elongata (Griveaud, 1964)
- Maculonaclia flamea (Griveaud, 1967)
- Maculonaclia griveaudi (Viette, 1987)
- Maculonaclia grjebinei (Griveaud, 1964)
- Maculonaclia itsikiorya (Griveaud, 1969)
- Maculonaclia lambertoni (Griveaud, 1964)
- Maculonaclia leopardina (Rothschild, 1911)
- Maculonaclia lokoba (Griveaud, 1964)
- Maculonaclia matsabory (Griveaud, 1967)
- Maculonaclia minuscula (Griveaud, 1973)
- Maculonaclia muscella (Mabille, 1884)
- Maculonaclia nigrita (Griveaud, 1964)
- Maculonaclia obliqua (Griveaud, 1964)
- Maculonaclia obscura (Griveaud, 1967)
- Maculonaclia parvifenestrata (Griveaud, 1964)
- Maculonaclia petrusia (Griveaud, 1967)
- Maculonaclia sanctamaria (Griveaud, 1964)
- Maculonaclia tampoketsya (Griveaud, 1969)
- Maculonaclia tenera (Mabille, 1879)
- Maculonaclia truncata (Griveaud, 1964)
- Maculonaclia viettei (Griveaud, 1964)
- Madagascarctia cellularis (Toulgoët, 1954)
- Madagascarctia feminina (Gaede, 1923)
- Madagascarctia madagascariensis (Butler, 1882)
- Maliattha commersoni (Viette, 1965)
- Maliattha lemur (Viette, 1965)
- Maliattha perrieri (Viette, 1965)
- Maliattha pratti (Viette, 1965)
- Maliattha sogai (Viette, 1965)
- Maliattha toulgoeti (Viette, 1965)
- Maliattha tsaratanana (Viette, 1965)
- Marbla divisa (Walker, 1855)
- Marblepsis ochrobasis (Collenette, 1938)
- Marca proclinata (Saalmüller, 1891)
- Marcipa callaxantha (Kenrick, 1917)
- Marcipa noel (Viette, 1966)
- Marcipa silvicola (Viette, 1966)
- Marcipopsis aureolimbata (Berio, 1966)
- Marcipopsis concinna (Berio, 1966)
- Marcipopsis pallidula (Saalmüller, 1891)
- Marcipopsis proxima (Berio, 1966)
- Marimatha coenogramma (Mabille, 1900)
- Marojala anophtalma (Viette, 1966)
- Marojala butleri (Viette, 1966)
- Marojala signata (Butler, 1880)
- Maronis rivosa (Saalmüller, 1891)
- Masoandro peculiaris (Butler, 1879)
- Masoandro polia (Collenette, 1936)
- Maxera marchalii (Boisduval, 1833)
- Maxia decora (Saalmüller, 1891)
- Mecodina cataloxia (Viette, 1958)
- Mecodinops anceps (Mabille, 1879)
- Megacephalomana rivulosum (Saalmüller, 1880)
- Megacephalomana saalmuelleri (Viette, 1965)
- Melanephia banian (Viette, 1965)
- Melanephia brunneiventris (Berio, 1956)
- Melanephia vola (Viette, 1971)
- Melanonaclia luctuosa (Oberthür, 1911)
- Melanonaclia lugens (Oberthür, 1893)
- Melanonaclia moerens (Oberthür, 1911)
- Melanonaclia perplexa (Griveaud, 1964)
- Melapera rhodophora (Mabille, 1879)
- Melapera roastis (Hampson, 1908)
- Melipotis voeltzkowi (Viette, 1965)
- Mepantadrea simia (Saalmüller, 1891)
- Metachrostis decora (Walker, 1869)
- Metexilisia citrago (de Toulgoët, 1958)
- Micardia argentoidea (Berio, 1954)
- Micardia terracottoides (Berio, 1954)
- Microhyle fadella (Mabille, 1882)
- Micronaclia imaitsia (Griveaud, 1964)
- Micronaclia simplex (Butler, 1879)
- Mimulosia proxima (Toulgoët, 1955)
- Mimulosia pseudotortrix (Toulgoët, 1955)
- Mimulosia rotunda (Toulgoët, 1955)
- Mimulosia tortricoides (Toulgoët, 1955)
- Miniophyllodes aurora (de Joannis, 1912)
- Miniophyllodes sikorai (Viette, 1975)
- Mocis conveniens (Walker, 1858)
- Mocis frugalis (Fabricius, 1775)
- Mocis mayeri (Boisduval, 1833)
- Mocis mutuaria (Walker, 1858)
- Mocis proverai (Zilli, 2000)
- Mpanjaka albovirida (Griveaud, 1970)
- Mpanjaka betschi (Griveaud, 1974)
- Mpanjaka collenettei (Griveaud, 1974)
- Mpanjaka conioptera (Collenette, 1936)
- Mpanjaka cyrtozona (Collenette, 1936)
- Mpanjaka disjunctifascia (Collenette, 1936)
- Mpanjaka elegans (Butler, 1882)
- Mpanjaka euthyzona (Collenette, 1959)
- Mpanjaka gentilis (Butler, 1879)
- Mpanjaka grandidieri (Butler, 1882)
- Mpanjaka junctifascia (Collenette, 1936)
- Mpanjaka leucopicta (Collenette, 1936)
- Mpanjaka montana (Griveaud, 1974)
- Mpanjaka nigrosparsata (Kenrick, 1914)
- Mpanjaka olsoufieffae (Collenette, 1936)
- Mpanjaka pastor (Butler, 1882)
- Mpanjaka perinetensis (Collenette, 1936)
- Mpanjaka pyrsonota (Collenette, 1939)
- Mpanjaka renominata (Strand, 1915)
- Mpanjaka titan (Collenette, 1959)
- Mpanjaka vibicipennis (Butler, 1879)
- Mpanjaka viola (Butler, 1879)
- Naarda ivelona (Viette, 1965)
- Nagia linteola (Guenée, 1852)
- Nagia promota (Pagenstecher, 1907)
- Nagia vadoni (Viette, 1968)
- Naroma madecassa (Griveaud, 1971)
- Neuroxena auremaculatus (Rothschild, 1933)
- Neuroxena lasti (Rothschild, 1910)
- Neuroxena rubriceps (Mabille, 1879)
- Neuroxena simulans (Toulgoët, 1971)
- Nodaria cornicalis (Fabricius, 1794)
- Nodaria turpalis (Mabille, 1900)
- Noliproctis milupa (Nye, 1980)
- Noliproctis sogai (Griveaud, 1974)
- Nolosia marmorata (Hampson, 1900)
- Novosia herbuloti (de Toulgoët, 1954)
- Numenoides grandis (Butler, 1879)
- Nyctennomos catalai (Viette, 1954)
- Nyctennomos decaryi (Viette, 1954)
- Nyctennomos descarpentriesi (Viette, 1954)
- Nyctennomos peratosema (Hampson, 1926)
- Nyctennomos ungulata (Berio, 1956)
- Ochrota arida (Toulgoët, 1955)
- Ochrota bicoloria (Toulgoët, 1958)
- Ochrota bipuncta (Hampson, 1900)
- Ochrota convergens (Toulgoët, 1956)
- Ochrota dissimilis (Toulgoët, 1956)
- Ochrota malagassa (Strand, 1912)
- Ochrota nigrolimbata (Toulgoët, 1965)
- Ochrota septentrionalis (Tougoët, 1956)
- Ochrota unicolor (Hopffer, 1857)
- Oedebasis longipalpis (Berio, 1959)
- Oedebasis mutilata (Berio, 1966)
- Oedebasis regularis (Viette, 1971)
- Ogoa melanocera (Mabille, 1878)
- Ogoa oberthueri (Rothschild, 1916)
- Ogoa vitrina (Mabille, 1878)
- Ogovia ebenaui (Viette, 1965)
- Olapa notia (Collenette, 1959)
- Olapa terina (Collenette, 1959)
- Ophisma cuprizonea (Hampson, 1913)
- Ophiusa anomala (Berio, 1956)
- Ophiusa cancellata (Saalmüller, 1891)
- Ophiusa coronata (Fabricius, 1775)
- Ophiusa grandidieri (Viette, 1966)
- Ophiusa hopei (Boisduval, 1833)
- Ophiusa legendrei (Viette, 1967)
- Ophiusa mabillei (Viette, 1975)
- Ophiusa pelor (Mabille, 1881)
- Ophiusa reducta (Mabille, 1880)
- Ophiusa tirhaca (Cramer, 1777)
- Ophiusa waterlooti (Viette, 1982)
- Oraesia pierronii (Mabille, 1880)
- Oraesia triobliqua (Saalmüller, 1880)
- Orana grammodes (Hering, 1926)
- Orgyia malagassica (Kenrick, 1913)
- Oruza divisa (Walker, 1862)
- Ozarba abscissa (Walker, 1858)
- Ozarba corniculans (Wallengren, 1860)
- Ozarba cryptochrysea (Hampson, 1902)
- Ozarba exoplaga (Berio, 1940)
- Ozarba flavidiscata (Hampson, 1910)
- Ozarba griveaudae (Viette, 1985)
- Ozarba hemimelaena (Hampson, 1910)
- Ozarba lepida (Saalmüller, 1891)
- Ozarba marthae (Berio, 1940)
- Ozarba melagona (Hampson, 1910)
- Ozarba miary (Viette, 1985)
- Ozarba microcycla (Mabille, 1879)
- Ozarba micropunctata (Berio, 1960)
- Ozarba nephroleuca (Hampson, 1910)
- Ozarba nyanza (Felder & Rogenhofer, 1874)
- Ozarba paulianae (Viette, 1985)
- Ozarba perplexa (Saalmüller, 1891)
- Ozopteryx basalis (Saalmüller, 1891)
- Pandesma decaryi (Viette, 1966)
- Pangrapta argyrographa (Mabille, 1893)
- Pangrapta fauvealis (Viette, 1965)
- Pangrapta hampsoni (Viette, 1966)
- Pangrapta pexifera (Hampson, 1926)
- Parafodina andriai (Viette, 1966)
- Parafodina delphinensis (Viette, 1966)
- Parafodina inscripta (Pagenstecher, 1907)
- Parafodina pagenstecheri (Viette, 1968)
- Parafodina sambirano (Viette, 1966)
- Paragona auroviridis (Viette, 1958)
- Paragona gloriosa (Viette, 1956)
- Paragona viridicincta (Viette, 1956)
- Paralephana angulata (Viette, 1966)
- Paralephana catalai (Viette, 1954)
- Paralephana poliotis (Hampson, 1926)
- Paralephana purpurascens (Hampson, 1926)
- Paralephana salmonea (Viette, 1966)
- Paralephana subpurpurascens (Viette, 1954)
- Paralephana uniplagiata (Viette, 1966)
- Parangitia micrina (Berio, 1966)
- Paraona bicolor (Toulgoët, 1968)
- Paraona cocciniceps (Mabille, 1884)
- Parasiccia ochrorubens (Mabille, 1900)
- Parexilisia bipunctoides (de Toulgoët, 1954)
- Parexilisia diehli (de Toulgoët, 1958)
- Parexilisia indecisa (de Toulgoët, 1956)
- Parexilisia simulator (de Toulgoët, 1958)
- Parexilisia submarginalis (de Toulgoët, 1958)
- Paulianosia clathrata (de Toulgoët, 1958)
- Peloroses praestans (Saalmüller, 1884)
- Pelosia amaurobapha (Mabille, 1900)
- Pelosia plumosa (Mabille, 1900)
- Pericyma mendax (Walker, 1858)
- Pericyma polygramma (Hampson, 1913)
- Pericyma viettei (Berio, 1955)
- Pericyma vinsonii (Guenée, 1862)
- Phlogochroa madecassa (Viette, 1972)
- Phlogochroa raketaka (Viette, 1972)
- Phryganopsis plumosa (Mabille, 1900)
- Phryganopteryx convergens (Toulgoët, 1959)
- Phryganopteryx formosa (Toulgoët, 1959)
- Phryganopteryx griveaudi (Toulgoët, 1959)
- Phryganopteryx incerta (Toulgoët, 1972)
- Phryganopteryx inexpectata (Rothschild, 1931)
- Phryganopteryx intermedia (Toulgoët, 1965)
- Phryganopteryx lemairei (Toulgoët, 1973)
- Phryganopteryx nebulosa (Toulgoët, 1959)
- Phryganopteryx occidentalis (Toulgoët, 1959)
- Phryganopteryx pauliani (Toulgoët, 1971)
- Phryganopteryx perineti (Rothschild, 1933)
- Phryganopteryx postexcisa (Rothschild, 1935)
- Phryganopteryx rectangulata (Kenrick, 1914)
- Phryganopteryx rothschildi (Toulgoët, 1959)
- Phryganopteryx saalmuelleri (Rothschild, 1924)
- Phryganopteryx sogai (Toulgoët, 1959)
- Phryganopteryx strigillata (Saalmüller, 1878)
- Phryganopteryx triangularis (Toulgoët, 1957)
- Phryganopteryx viettei (Toulgoët, 1961)
- Phryganopteryx watsoni (Toulgoët, 1977)
- Phytometra ossea (Saalmüller, 1891)
- Phytometra zotica (Viette, 1956)
- Pirgula delicata (Griveaud, 1973)
- Pirgula jordani (Hering, 1926)
- Pirgula melanoma (Collenette, 1936)
- Pirgula monopunctata (Griveaud, 1973)
- Pirgula polyopha (Collenette, 1959)
- Pirgula sexpunctata (Griveaud, 1973)
- Plecoptera sirenia (Viette, 1956)
- Plusiodonta cobaltina (Viette, 1956)
- Plusiodonta gueneei (Viette, 1968)
- Plusiodonta ionochrota (Hampson, 1926)
- Plusiodonta malagasy (Viette, 1968)
- Podomaca virgo (Strand, 1909)
- Polydesma hildebrandti (Viette, 1967)
- Polydesma umbricola (Boisduval, 1833)
- Porthesaroa aureopsis (Hering, 1926)
- Porthesaroa brunea (Griveaud, 1973)
- Porthesaroa lithoides (Collenette, 1936)
- Porthesaroa parvula (Kenrick, 1914)
- Porthesaroa procincta (Saalmüller, 1880)
- Progonia boisduvalalis (Viette, 1961)
- Progonia matilei (Orhant, 2001)
- Progonia oileusalis (Walker, 1859)
- Prolyncestis biplagiata (Viette, 1971)
- Prominea jeanneli (Viette, 1954)
- Prominea porrecta (Saalmüller, 1880)
- Protomeroleuca perlides (Berio, 1966)
- Proxhyle cinerascens (de Toulgoët, 1959)
- Proxhyle vadoni (de Toulgoët, 1954)
- Psalis punctuligera (Mabille, 1880)
- Pseudotolna perineti (Viette, 1965)
- Pyramocera barica (Mabille, 1878)
- Radamaria miselioides (Kenrick, 1914)
- Radamaria zena (Hering, 1926)
- Radara subcupralis (Walker, [1866])
- Rahona albilunula (Collenette, 1936)
- Rahona compseuta (Collenette, 1939)
- Raparna confusa (Mabille, 1900)
- Raparna didyma (Mabille, 1900)
- Remigiodes remigina (Mabille, 1884)
- Remigiodes turlini (Viette, 1973)
- Rhesala moestalis (Walker, 1866)
- Rhynchina deflexa (Saalmüller, 1891)
- Rhynchina herbuloti (Viette, 1965)
- Rhynchina leucodonta (Hampson, 1910)
- Rhynchina revolutalis (Zeller, 1852)
- Rivotra viridipicta (Kenrick, 1914)
- Rivotra zonobathra (Collenette, 1936)
- Rivula sororcula (Saalmüller, 1891)
- Salvatgea bipuncta (Hering, 1926)
- Sarmatia malagasy (Viette, 1968)
- Scaphocera marginepunctata (Saalmüller, 1878)
- Scaphocera turlini (Griveaud, 1973)
- Sciatta delphinensis (Viette, 1966)
- Sculptifrontia arcuata (Berio, 1966)
- Serrodes trispila (Mabille, 1890)
- Siccia decolorata (de Toulgoët, 1954)
- Siccia nigropunctana (Saalmüller, 1884)
- Simplicia extinctalis (Zeller, 1852)
- Simplicia inflexalis (Guenée, 1854)
- Simplicia periplocalis (Mabille, 1880)
- Singara humberti (Viette, 1966)
- Soganaclia roedereri (Griveaud, 1970)
- Soganaclia tsaratananae (Griveaud, 1970)
- Soganaclia viridisparsa (Griveaud, 1964)
- Spatulosia legrandi (de Toulgoët, 1965)
- Spilosoma brunneomixta (de Toulgoët, 1971)
- Spilosoma griveaudi (de Toulgoët, 1956)
- Spilosoma hercules (de Toulgoët, 1956)
- Spilosoma luteoradians (de Toulgoët, 1954)
- Spilosoma mediocinerea (de Toulgoët, 1956)
- Spilosoma melanimon (Mabille, 1880)
- Spilosoma milloti (de Toulgoët, 1954)
- Spilosoma nigrocincta (Kenrick, 1914)
- Spilosoma pauliani (de Toulgoët, 1956)
- Spilosoma pseudambrensis (de Toulgoët, 1961)
- Spilosoma turlini (de Toulgoët, 1973)
- Spilosoma viettei (de Toulgoët, 1954)
- Spilosoma vieui (de Toulgoët, 1956)
- Staga producta (Mabille, 1900)
- Stenaroa crocea (Griveaud, 1977)
- Stenaroa flavescens (Griveaud, 1977)
- Stenaroa ignepicta (Hampson, 1910)
- Stenaroa miniata (Kenrick, 1914)
- Stenaroa rubriflava (Griveaud, 1973)
- Stictonaclia amplificata (Saalmüller, 1880)
- Stictonaclia anastasia (Oberthür, 1893)
- Stictonaclia blandina (Oberthür, 1893)
- Stictonaclia myodes (Guérin-Méneville, 1832)
- Stictonaclia reducta (Mabille, 1879)
- Sychnacedes epiclithra (Collenette, 1956)
- Sypnoides delphinensis (Viette, 1966)
- Tachosa malagasy (Viette, 1966)
- Taraconica aurea (Viette, 1968)
- Taraconica berioi (Viette, 1965)
- Taraconica betsimisaraka (Viette, 1965)
- Taraconica humberti (Viette, 1965)
- Taraconica novogonia (Berio, 1956)
- Tathodelta undilinea (Hampson, 1926)
- Taveta eucosmia (Hampson, 1926)
- Tavia nycterina (Boisduval, 1833)
- Tenuinaclia oberthueri (Rothschild, 1911)
- Thausgea bekaka (Viette, 1966)
- Thausgea lolo (Viette, 1966)
- Thausgea lucifer (Viette, 1966)
- Thausgea sogai (Viette, 1966)
- Thermesia clarilinea (Mabille, 1900)
- Thermesia junctilinea (Mabille, 1900)
- Thumatha fuscescens (Walker, 1866)
- Thumatha infantula (Saalmüller, 1880)
- Thyas minians (Mabille, 1884)
- Thyas parallelipipeda (Guenée, 1852)
- Thyrosticta bruneata (Griveaud, 1969)
- Thyrosticta contigua (Saalmüller, 1884)
- Thyrosticta dujardini (Griveaud, 1969)
- Thyrosticta melanisa (Griveaud, 1969)
- Thyrosticta minuta (Boisduval, 1833)
- Thyrosticta peyrierasi (Griveaud, 1969)
- Thyrosticta sylvicolens (Butler, 1878)
- Thyrosticta tollini (Keferstein, 1870)
- Thyrosticta trimacula (Mabille, 1879)
- Tolna complicata (Butler, 1880)
- Tolna sypnoides (Butler, 1878)
- Toulgoetinaclia obliquipuncta (Rothschild, 1924)
- Trigonodes hyppasia (Cramer, 1779)
- Tritonaclia kefersteinii (Butler, 1882)
- Tritonaclia melania (Oberthür, 1923)
- Tritonaclia quinquepunctata (Griveaud, 1967)
- Tritonaclia stephania (Oberthür, 1923)
- Tsarafidynia blanci (Griveaud, 1974)
- Tsarafidynia perpusilla (Mabille, 1880)
- Tsirananaclia formosa (Griveaud, 1973)
- Tsirananaclia milloti (Griveaud, 1964)
- Turlina punctata (Griveaud, 1976)
- Turlinia phalaenoides (de Toulgoët, 1976)
- Ugia malagasy (Viette, 1966)
- Ugia navana (Viette, 1966)
- Ugia polysticta (Hampson, 1926)
- Ugia radama (Viette, 1966)
- Ugiodes vagulalis (Viette, 1956)
- Ulotrichopus ochreipennis (Butler, 1878)
- Utetheisa diva (Mabille, 1880)
- Utetheisa elata (Fabricius, 1798)
- Utetheisa lotrix (Cramer, 1779)
- Utetheisa pulchella (Linnaeus, 1758)
- Vadonaclia marginepuncta (Griveaud, 1964)
- Varatra acosmeta (Collenette, 1939)
- Viettema ratovosoni (Viette, 1967)
- Viettentia zethesoides (Viette, 1966)
- Viettesia plumicornis (Butler, 1882)
- Vitronaclia sogai (Griveaud, 1964)
- Vohitra melissograpta (Collenette, 1936)
- Volana lichenodes (Collenette, 1936)
- Volana mniara (Collenette, 1936)
- Volana phloeodes (Collenette, 1936)
- Volazaha iridoplitis (Viette, 1971)
- Xanthomera leucoglene (Mabille, 1880)
- Xylecata biformis (Mabille, 1879)
- Zavana acroleuca (Hering, 1926)
- Zavana iodnephes (Collenette, 1936)
- Zethes humilis (Mabille, 1900)
- Zethesides serangodes (Viette, 1956)

## Eupterotidae
- Jana palliatella (Viette, 1955)

## Gelechiidae
- Dichomeris asaphocosma (Meyrick, 1934)
- Pectinophora gossypiella (Saunders, 1844)
- Polyhymno millotiella (Viette, 1954)
- Sitotroga cerealella (Olivier, 1789)
- Symbatica heimella (Viette, 1954)

## Geometridae
- Acanthovalva itremo (Krüger, 2001)
- Acidaliastis porphyretica (Prout, 1925)
- Afrophyla vethi (Snellen, 1886)
- Agathia malgassa (Herbulot, 1979)
- Anticleora ordinata (Herbulot, 1966)
- Anticleora proemia (Prout, 1917)
- Anticleora toulgoeti (Viette, 1979)
- Antitrygodes dentilinea (Warren, 1897)
- Antitrygodes herbuloti (Viette, 1977)
- Antitrygodes malagasy (Viette, 1977)
- Aphilopota alloeomorpha (Prout, 1938)
- Aphilopota aspera (Prout, 1938)
- Aphilopota fletcheriana (Viette, 1975)
- Aphilopota immatura (Prout, 1938)
- Aphilopota reducta (Viette, 1973)
- Aphilopota semidentata (Prout, 1931)
- Aphilopota seyrigi (Viette, 1973)
- Aposteira saurides (Prout, 1935)
- Archichlora alophias (Herbulot, 1954)
- Archichlora altivagans (Herbulot, 1960)
- Archichlora ambrimontis (Herbulot, 1960)
- Archichlora andranobe (Viette, 1978)
- Archichlora ankalirano (Viette, 1975)
- Archichlora antanosa (Herbulot, 1960)
- Archichlora bevilany (Viette, 1978)
- Archichlora chariessa (Prout, 1925)
- Archichlora engenes (Prout, 1922)
- Archichlora florilimbata (Herbulot, 1960)
- Archichlora griveaudi (Viette, 1978)
- Archichlora hemistrigata (Mabille, 1900)
- Archichlora herbuloti (Viette, 1978)
- Archichlora majuscula (Herbulot, 1960)
- Archichlora monodi (Viette, 1975)
- Archichlora nigricosta (Herbulot, 1960)
- Archichlora pavonina (Herbulot, 1960)
- Archichlora petroselina (Herbulot, 1960)
- Archichlora povolnyi (Viette, 1975)
- Archichlora soa (Viette, 1971)
- Archichlora sola (Herbulot, 1960)
- Archichlora stellicincta (Herbulot, 1972)
- Archichlora subrubescens (Herbulot, 1960)
- Archichlora triangularia (Swinhoe, 1904)
- Archichlora tricycla (Herbulot, 1960)
- Archichlora trygodes (Prout, 1922)
- Archichlora vieui (Herbulot, 1960)
- Archichlora viridicrossa (Herbulot, 1960)
- Argyrophora trofonia (Cramer, 1779)
- Ascotis reciprocaria (Walker, 1860)
- Asthenotricha comosissima (Herbulot, 1970)
- Asthenotricha deficiens (Herbulot, 1954)
- Asthenotricha furtiva (Herbulot, 1960)
- Asthenotricha lophopterata (Guenée, 1857)
- Asthenotricha nesiotes (Herbulot, 1954)
- Asthenotricha parabolica (Herbulot, 1954)
- Asthenotricha quadrata (Herbulot, 1960)
- Asthenotricha semidivisa (Warren, 1901)
- Asthenotricha torata (Prout, 1932)
- Blechroneromia ambinanitelo (Viette, 1978)
- Blechroneromia anthosyne (Prout, 1925)
- Blechroneromia eluta (Prout, 1925)
- Blechroneromia griveaudi (Viette, 1976)
- Blechroneromia gutierrezi (Viette, 1971)
- Blechroneromia herbuloti (Viette, 1976)
- Blechroneromia malagasy (Viette, 1976)
- Blechroneromia meridionalis (Viette, 1976)
- Blechroneromia mianta (Prout, 1925)
- Blechroneromia pauliani (Viette, 1976)
- Blechroneromia perileuca (Prout, 1925)
- Blechroneromia peyrierasi (Viette, 1976)
- Blechroneromia pudica (Herbulot, 1972)
- Blechroneromia sogai (Viette, 1976)
- Blechroneromia toulgoeti (Viette, 1976)
- Brachytrita cervinaria (Swinhoe, 1904)
- Cabera toulgoeti (Herbulot, 1957)
- Cancellalata fletcheri (Viette, 1979)
- Chiasmia avitusarioides (Herbulot, 1957)
- Chiasmia coronoleucas (Prout, 1915)
- Chiasmia crassilembaria (Mabille, 1880)
- Chiasmia herbuloti (Viette, 1973)
- Chiasmia hypactinia (Prout 1916)
- Chiasmia insulicola (Krüger, 2001)
- Chiasmia livorosa (Herbulot, 1964)
- Chiasmia malgassofusca (Krüger, 2001)
- Chiasmia megalesia (Viette, 1975)
- Chiasmia neolivorosa (Krüger, 2001)
- Chiasmia normata (Walker, 1861)
- Chiasmia orthostates (Prout, 1915)
- Chiasmia rectilinea (Warren, 1905)
- Chiasmia separata (Druce 1883)
- Chiasmia simplicilinea (Warren 1905)
- Chiasmia streniata (Guenée, 1858)
- Chiasmia tetragraphicata (Saalmuller 1880)
- Chiasmia trirecurva (Saalmuller 1891)
- Chiasmia tsaratanana (Viette 1980)
- Chiasmia umbrata (Warren, 1897)
- Chlorissa stibolepida (Butler, 1879)
- Chloroclystis derasata (Max Bastelberger, 1905)
- Chloroclystis latifasciata (de Joannis, 1932)
- Chloroclystis nanula (Mabille, 1900)
- Chlorodrepana madecassa (Viette, 1971)
- Chrysocraspeda angulosa (Herbulot, 1970)
- Chrysocraspeda anthocroca (Prout, 1925)
- Chrysocraspeda apicirubra (Prout, 1917)
- Chrysocraspeda aurantibasis (Herbulot, 1970)
- Chrysocraspeda bradyspila (Prout, 1934)
- Chrysocraspeda callichroa (Prout, 1934)
- Chrysocraspeda corallina (Herbulot, 1970)
- Chrysocraspeda doricaria (Swinhoe, 1904)
- Chrysocraspeda eclipsis (Prout, 1932)
- Chrysocraspeda erythraria (Mabille, 1893)
- Chrysocraspeda gnamptoloma (Prout, 1925)
- Chrysocraspeda kenricki (Prout, 1925)
- Chrysocraspeda nasuta (Prout, 1934)
- Chrysocraspeda neurina (Prout, 1934)
- Chrysocraspeda orthogramma (Prout, 1925)
- Chrysocraspeda peristoecha (Prout, 1925)
- Chrysocraspeda phanoptica (Prout, 1934)
- Chrysocraspeda planaria (Swinhoe, 1904)
- Chrysocraspeda polyniphes (Prout, 1925)
- Chrysocraspeda rubida (Swinhoe, 1904)
- Chrysocraspeda volutisignata (Prout, 1925)
- Chrysocraspeda zaphleges (Prout, 1925)
- Chrysocraspeda zearia (Swinhoe, 1904)
- Cleora acaciaria (Boisduval, 1833)
- Cleora atriclava (Prout, 1926)
- Cleora legrasi (Herbulot, 1955)
- Cleora macracantha (Herbulot, 1955)
- Cleora proemia (Prout, 1917)
- Cleora quadrimaculata (Janse, 1932)
- Cleora rothkirchi (Strand, 1914)
- Cleora tora (Prout, 1926)
- Collix foraminata (Guenée, 1858)
- Colocleora calcarata (Herbulot, 1972)
- Colocleora chrysomelas (Viette, 1975)
- Colocleora clio (Viette, 1973)
- Colocleora delos (Viette, 1973)
- Colocleora disgrega (Prout, 1938)
- Colocleora erato (Viette, 1973)
- Colocleora euplates (Prout, 1925)
- Colocleora euterpe (Viette, 1973)
- Colocleora herbuloti (Viette, 1973)
- Colocleora nampouinei (Viette, 1973)
- Colocleora oncera (Prout, 1938)
- Colocleora opisthommata (Prout, 1938)
- Colocleora umbrata (Prout, 1938)
- Comibaena leucochloraria (Mabille, 1880)
- Comibaena punctaria (Swinhoe, 1904)
- Comostolopsis rufocellata (Mabille, 1900)
- Comostolopsis rufostellata (Mabille, 1900)
- Comostolopsis stillata (Felder & Rogenhofer, 1875)
- Comostolopsis subsimplex (Prout, 1913)
- Cyclophora lyciscaria (Guenée, 1857)
- Cyclophora metamorpha (Prout, 1925)
- Cyclophora orboculata (Prout, 1922)
- Darisodes orygaria (Guenée, 1862)
- Derambila puella (Butler, 1880)
- Diptychia rhodotenia (Mabille, 1898)
- Disclisioprocta natalata (Walker, 1862)
- Doloma leucocephala (Prout, 1922)
- Drepanogynis acerba (Herbulot, 1954)
- Drepanogynis alternans (Herbulot, 1960)
- Drepanogynis amethystina (Herbulot, 1960)
- Drepanogynis atrovirens (Herbulot, 1960)
- Drepanogynis cervina (Warren, 1894)
- Drepanogynis clavata (Herbulot, 1960)
- Drepanogynis discolor (Herbulot, 1956)
- Drepanogynis ellipsis (Herbulot, 1954)
- Drepanogynis herbuloti (Viette, 1970)
- Drepanogynis hiaraka (Viette, 1968)
- Drepanogynis hypopyrrha (Prout, 1932)
- Drepanogynis itremo (Viette, 1974)
- Drepanogynis nicotiana (Viette, 1977)
- Drepanogynis olivina (Herbulot, 1956)
- Drepanogynis peyrierasi (Viette, 1974)
- Drepanogynis prosecta (Herbulot, 1960)
- Drepanogynis protactosema (Prout, 1932)
- Drepanogynis purpurascens (Herbulot, 1954)
- Drepanogynis quadrivalvis (Herbulot, 1960)
- Drepanogynis rakotobe (Viette, 1972)
- Drepanogynis ralambo (Viette, 1972)
- Drepanogynis ratovosoni (Viette, 1972)
- Drepanogynis rubriceps (Herbulot, 1960)
- Drepanogynis salamandra (Herbulot, 1960)
- Drepanogynis sandrangatensis (Herbulot, 1956)
- Drepanogynis sogai (Herbulot, 1960)
- Drepanogynis thieli (Herbulot, 1979)
- Drepanogynis tigrinata (Viette, 1972)
- Drepanogynis tornimacula (Herbulot, 1956)
- Drepanogynis tsaratanana (Viette, 1980)
- Drepanogynis umbrosa (Herbulot, 1960)
- Dryochlora cinctuta (Saalmüller, 1891)
- Dyschlorodes bicolor (Viette, 1971)
- Dyschlorodes hepatias (Herbulot, 1966)
- Ectropis albobrunnea (Herbulot, 1981)
- Ectropis annumerata (Prout, 1925)
- Ectropis basalis (Herbulot, 1981)
- Ectropis bicolor (Herbulot, 1972)
- Ectropis bistortatoides (Herbulot, 1954)
- Ectropis celsicola (Herbulot, 1972)
- Ectropis chopardi (Herbulot, 1954)
- Ectropis contradicta (Herbulot, 1972)
- Ectropis cornuta (Herbulot, 1968)
- Ectropis despicata (Herbulot, 1981)
- Ectropis dribraria (Swinhoe, 1904)
- Ectropis emphona (Prout, 1925)
- Ectropis fossa (Herbulot, 1981)
- Ectropis hero (Viette, 1971)
- Ectropis loxosira (Prout, 1932)
- Ectropis maromokotra (Viette, 1980)
- Ectropis milloti (Herbulot, 1954)
- Ectropis moderata (Herbulot, 1972)
- Ectropis pauliani (Herbulot, 1954)
- Ectropis pluto (Viette, 1971)
- Ectropis prospila (Prout, 1916)
- Ectropis sogai (Herbulot, 1981)
- Ectropis sublutea (Butler, 1880)
- Ectropis superuncina (Herbulot, 1972)
- Ectropis ulterior (Herbulot, 1954)
- Ectropis vadoni (Herbulot, 1954)
- Eois anisorrhopa (Prout, 1933)
- Eois incandescens (Herbulot, 1954)
- Eois suarezensis (Prout, 1923)
- Epigelasma alba (Viette, 1970)
- Epigelasma befasy (Viette, 1981)
- Epigelasma corrupta (Herbulot, 1954)
- Epigelasma crenifera (Herbulot, 1970)
- Epigelasma lutea (Viette, 1970)
- Epigelasma meloui (Prout, 1930)
- Epigelasma nobilis (Herbulot, 1954)
- Epigelasma olsoufieffi (Herbulot, 1972)
- Epigelasma perineti (Herbulot, 1972)
- Epigelasma rhodostigma (Herbulot, 1954)
- Epigynopteryx artemis (Viette, 1973)
- Epigynopteryx aurantiaca (Herbulot, 1965)
- Epigynopteryx borgeaudi (Herbulot, 1956)
- Epigynopteryx castanea (Viette, 1977)
- Epigynopteryx colligata (Saalmüller, 1891)
- Epigynopteryx declinans (Herbulot, 1965)
- Epigynopteryx dia (Viette, 1973)
- Epigynopteryx glycera (Prout, 1934)
- Epigynopteryx indiscretaria (Mabille, 1898)
- Epigynopteryx modesta (Butler, 1880)
- Epigynopteryx piperata (Saalmüller, 1880)
- Epigynopteryx prolixa (Prout, 1915)
- Epigynopteryx pygmaea (Herbulot, 1956)
- Epigynopteryx silvestris (Herbulot, 1954)
- Epigynopteryx sogai (Viette, 1973)
- Epigynopteryx tenera (Viette, 1973)
- Epigynopteryx variabile (Viette, 1973)
- Epigynopteryx xeres (Viette, 1973)
- Erastria fletcheri (Viette, 1970)
- Erastria leucicolor (Butler, 1875)
- Erastria madecassaria (Boisduval, 1833)
- Eucrostes disparata (Walker, 1861)
- Eupithecia dilucida (Warren, 1899)
- Eupithecia dissobapta (Prout, 1932)
- Eupithecia ericeti (Herbulot, 1970)
- Eupithecia hemileucaria (Mabille, 1880)
- Eupithecia personata (Fletcher, 1951)
- Eupithecia rigida (Swinhoe, 1892)
- Eupithecia semipallida (Janse, 1933)
- Eupithecia sogai (Herbulot, 1970)
- Eupithecia streptozona (Prout, 1932)
- Exeliopsis brunnea (Viette, 1977)
- Haplolabida lacrimans (Herbulot, 1970)
- Haplolabida pauliani (Viette, 1975)
- Haplolabida viettei (Herbulot, 1970)
- Hemistola hypnopoea (Prout, 1926)
- Herbulotides amphion (Viette, 1971)
- Herbulotides griveaudi (Viette, 1975)
- Herbulotides ino (Viette, 1971)
- Herbulotides lymantrina (Herbulot, 1970))
- Herbulotides sao (Viette, 1971)
- Heterorachis asyllaria (Swinhoe, 1904)
- Heterorachis diaphana (Warren, 1899)
- Heterorachis diphrontis (Prout, 1922)
- Heterorachis insueta (Prout, 1922)
- Heterorachis malachitica (Saalmüller, 1880)
- Heterorachis tornata (Prout, 1922)
- Heterorachis trita (Prout, 1922)
- Heterorachis ultramarina (Herbulot, 1968)
- Heterostegane circumrubrata (Prout, 1915)
- Heterostegane incognita (Prout, 1915)
- Heterostegane luteorubens (Mabille, 1900)
- Heterostegane ruberata (Mabille, 1900)
- Hylemera aetionaria (Swinhoe, 1904)
- Hylemera altitudina (Viette, 1970)
- Hylemera altivolans (Viette, 1970)
- Hylemera andriai (Viette, 1970)
- Hylemera azalea (Prout, 1925)
- Hylemera butleri (Viette, 1970)
- Hylemera cadoreli (Viette, 1970)
- Hylemera candida (Butler, 1882)
- Hylemera cunea (Viette, 1970)
- Hylemera decaryi (Viette, 1970)
- Hylemera ecstasa (Viette, 1970)
- Hylemera elegans (Viette, 1970)
- Hylemera euphrantica (Prout, 1932)
- Hylemera fletcheri (Viette, 1970)
- Hylemera fragilis (Butler, 1879)
- Hylemera griveaudi (Viette, 1970)
- Hylemera herbuloti (Viette, 1970)
- Hylemera hiemalis (Viette, 1970)
- Hylemera hypostigmica (Prout, 1925)
- Hylemera instabilis (Viette, 1970)
- Hylemera laurentensis (Viette, 1970)
- Hylemera lemuria (Viette, 1970)
- Hylemera lichenea (Viette, 1970)
- Hylemera mabillei (Viette, 1970)
- Hylemera malagasy (Viette, 1970)
- Hylemera marmorata (Viette, 1970)
- Hylemera nivea (Butler, 1882)
- Hylemera pauliani (Viette, 1970)
- Hylemera perrieri (Viette, 1970)
- Hylemera plana (Butler, 1879)
- Hylemera prouti (Viette, 1970)
- Hylemera puella (Butler, 1879)
- Hylemera rebuti (Poujade, 1889)
- Hylemera roseidaria (Viette, 1970)
- Hylemera sogai (Viette, 1970)
- Hylemera sparsipuncta (Viette, 1970)
- Hylemera subaridea (Viette, 1970)
- Hylemera teleutaea (Prout, 1925)
- Hylemera tenuis (Butler, 1878)
- Hylemera vinacea (Viette, 1970)
- Hypocoela humidaria (Swinhoe, 1904)
- Hypocoela infracta (Herbulot, 1956)
- Hypocoela tornifusca (Herbulot, 1970)
- Idaea lilliputaria (Warren, 1902)
- Idaea lycaugidia (Prout, 1932)
- Idaea poecilocrossa (Prout, 1932)
- Idaea pulveraria (Snellen, 1872)
- Idaea sympractor (Prout, 1932)
- Idaea tristega (Prout, 1932)
- Idiodes albilinea (Thierry-Mieg, 1907)
- Idiodes albistriga (Warren, 1899)
- Idiodes herbuloti (Viette, 1981)
- Isoplenodia arrogans (Prout, 1932)
- Isturgia arenularia (Mabille, 1880)
- Isturgia averyi (Viette, 1980)
- Isturgia banian (Viette, 1981)
- Isturgia contexta (Saalmüller, 1891)
- Isturgia deerraria (Walker, 1861)
- Isturgia devecta (Herbulot, 1966)
- Isturgia griveaudi (Krüger, 2001)
- Isturgia malesignaria (Mabille, 1880)
- Isturgia modestaria (Pagenstecher, 1907)
- Isturgia sakalava (Herbulot, 1954)
- Isturgia univirgaria (Mabille, 1880)
- Leptocolpia montana (Viette, 1977)
- Lophostola cara (Prout, 1913)
- Malgassapeira baton (Viette, 1973)
- Malgassapeira concors (Viette, 1977)
- Malgassapeira lucina (Viette, 1973)
- Malgassapeira punctifera (Warren, 1894)
- Malgassothisa trifida (Herbulot, 1966)
- Maxates cowani (Butler, 1880)
- Maxates fuscipuncta (Warren, 1898)
- Melinoessa guenoti (Herbulot, 1981)
- Mesocolpia nanula (Mabille, 1900)
- Mesothisa dubiefi (Viette, 1977)
- Mesothisa ozola (Prout, 1926)
- Mesothisa tanala (Herbulot, 1968)
- Metallaxis herbuloti (Viette, 1978)
- Metallaxis sogai (Viette, 1979)
- Metallaxis teledapa (Prout, 1932)
- Metallochlora glacialis (Butler, 1880)
- Metallochlora impotens (Prout, 1926)
- Microloxia ruficornis (Warren, 1897)
- Milocera horaria (Swinhoe, 1904)
- Mimandria insularis (Swinhoe, 1904)
- Mimoclystia griveaudi (Herbulot, 1970)
- Mimoclystia rhodopnoa (Prout, 1928)
- Mimoclystia thorenaria (Swinhoe, 1904)
- Mixocera parvulata (Walker, 1863)
- Negloides oceanitis (Prout, 1931)
- Neromia picticosta (Prout, 1913)
- Omphax plantaria (Guenée, 1858)
- Orbamia pauperata (Herbulot, 1966)
- Orthonama quadrisecta (Herbulot, 1954)
- Parortholitha cubitata (Herbulot, 1981)
- Parortholitha ingens (Herbulot, 1970)
- Perithalera oblongula (Prout, 1922)
- Petrodava fletcheri (Viette, 1970)
- Phaiogramma stibolepida (Butler, 1879)
- Pingasa grandidieri (Butler, 1879)
- Pingasa herbuloti (Viette, 1971)
- Pingasa rhadamaria (Guenée, 1858)
- Prasinocyma candida (Prout, 1923)
- Prasinocyma hiaraka (Viette, 1981)
- Prasinocyma pallidulata (Mabille, 1880)
- Prasinocyma perineti (Viette, 1981)
- Protosteira spectabilis (Warren, 1899)
- Pseudolarentia dulcis (Butler, 1879)
- Psilocerea anearia (Swinhoe, 1904)
- Psilocerea barychorda (Prout, 1932)
- Psilocerea carbo (Herbulot, 1970)
- Psilocerea catenosa (Herbulot, 1970)
- Psilocerea dysonaria (Swinhoe, 1904)
- Psilocerea harmonia (Prout, 1932)
- Psilocerea insularia (Mabille, 1880)
- Psilocerea nigromaculata (Warren, 1897)
- Psilocerea olsoufieffae (Prout, 1932)
- Psilocerea rachicera (Butler, 1880)
- Psilocerea severa (Prout, 1932)
- Psilocerea tigrinata (Saalmüller, 1880)
- Psilocerea vestitaria (Swinhoe, 1904)
- Psilocerea wintreberti (Herbulot, 1970)
- Racotis apodosima (Prout, 1931)
- Racotis deportata (Herbulot, 1970)
- Racotis zebrina (Warren, 1899)
- Rhodesia alboviridata (Saalmüller, 1880)
- Rhodometra sacraria (Linnaeus, 1767)
- Rhodophthitus formosus (Butler, 1880)
- Scardamia maculata (Warren, 1897)
- Scopula aspiciens (Prout, 1926)
- Scopula benenotata (Prout, 1932)
- Scopula caesaria (Walker, 1861)
- Scopula cornishi (Prout, 1932)
- Scopula holobapharia (Mabille, 1900)
- Scopula infantilis (Herbulot, 1970)
- Scopula internataria (Walker, 1861)
- Scopula lactaria (Walker, 1861)
- Scopula leucoloma (Prout, 1932)
- Scopula minorata (Boisduval, 1833)
- Scopula minuta (Warren, 1900)
- Scopula mollicula (Prout, 1932)
- Scopula omnisona (Prout, 1915)
- Scopula pulchellata (Fabricius, 1794)
- Scopula rhodocraspeda (Prout, 1932)
- Scopula roezaria (Swinhoe, 1904)
- Scopula rubrosignaria (Mabille, 1900)
- Scopula rufolutaria (Mabille, 1900)
- Scopula sanguinisecta (Warren, 1897)
- Scopula serena (Prout, 1920)
- Scopula sparsipunctata (Mabille, 1900)
- Scopula terrearia (Mabille, 1900)
- Semiothisa peyrierasi (Viette, 1975)
- Somatina figurata (Warren, 1897)
- Somatina lia (Prout, 1915)
- Sphyrocosta madecassa (Viette, 1973)
- Synclysmus niveus (Butler, 1879)
- Syncollesis ankalirano (Viette, 1981)
- Thalassodes progressa (Prout, 1926)
- Thalassodes quadraria (Guenée, 1857)
- Traminda aequipuncta (Herbulot, 1984)
- Traminda atroviridaria (Mabille, 1880)
- Traminda neptunaria (Guenée, 1858)
- Traminda obversata (Walker, 1861)
- Xanthodura hypocrypta (Prout, 1925)
- Xanthodura trucidata (Butler, 1880)
- Xanthorhoe malgassa (Herbulot, 1954)
- Xanthorhoe phyxelia (Prout, 1933)
- Xenimpia clenchi (Viette, 1980)
- Xenimpia fletcheri (Herbulot, 1954)
- Xenimpia tetracantha (Herbulot, 1973)
- Xenimpia transmarina (Herbulot, 1961)
- Xenimpia trizonata (Saalmüller, 1891)
- Xenostega eurhythma (Prout, 1934)
- Xenostega ochracea (Butler, 1879)
- Xenostega treptostiches (Prout, 1934)
- Xylopteryx cowani (Viette, 1972)
- Xylopteryx doto (Prout, 1925)
- Zamarada aureomarginata (Pagenstecher, 1907)
- Zamarada calypso (Prout, 1926)
- Zamarada excavata (Bethune-Baker, 1913)
- Zamarada griveaudi (Fletcher, 1974)
- Zamarada oxybeles (Fletcher, 1974)
- Zamarada viettei (Fletcher, 1974)
- Zeuctocleora una (Prout, 1929)

## Glyphipterigidae
- Chrysocentris eupepla (Meyrick, 1930)
- Glyphipterix madagascariensis (Viette, 1951)

## Gracillariidae
- Acrocercops coffeifoliella (Motschulsky, 1859)
- Acrocercops guttiferella (Viette, 1951)
- Acrocercops hormista (Meyrick, 1916)
- Acrocercops loxias (Meyrick, 1918)
- Acrocercops theaeformisella (Viette, 1956)
- Acrocercops tricyma (Meyrick, 1908)
- Aristaea atrata (Triberti, 1985)
- Callicercops milloti (Viette, 1951)
- Caloptilia infaceta (Triberti, 1987)
- Caloptilia modica (Triberti, 1987)
- Caloptilia prosticta (Meyrick, 1909)
- Caloptilia scaenica (Triberti, 1987)
- Macarostola eugeniella (Viette, 1951)
- Phyllocnistis saligna (Zeller, 1839)
- Phyllonorycter lemarchandi (Viette, 1951)
- Phyllonorycter madagascariensis (Viette, 1949)
- Stomphastis adesa (Triberti, 1988)
- Stomphastis dodonaeae (Vári, 1961)
- Stomphastis eugrapta (Vári, 1961)
- Stomphastis thraustica (Meyrick, 1908)
- Telamoptilia cathedraea (Meyrick, 1908)
- Telamoptilia hemistacta (Meyrick, 1924)

## Hyblaeidae
- Hyblaea madagascariensis (Viette, 1961)
- Hyblaea paulianii (Viette, 1961)

## Immidae
- Moca humbertella (Viette, 1956)

## Lacturidae
- Gymnogramma candidella (Viette, 1963)
- Gymnogramma griveaudi (Gibeaux, 1982)
- Gymnogramma iambiodella (Viette, 1958)
- Gymnogramma luctuosa (Gibeaux, 1982)
- Gymnogramma ratovosoni (Gibeaux, 1982)
- Gymnogramma tabulatrix (Meyrick, 1930)
- Gymnogramma toulgoeti (Gibeaux, 1982)
- Gymnogramma viettei (Gibeaux, 1982)

## Lasiocampidae
- Apatelopteryx deceptrix (Kenrick, 1914)
- Borocera attenuata (Kenrick, 1914)
- Borocera cajani (Vinson, 1863)
- Borocera madagascariensis (Boisduval, 1833)
- Borocera marginepunctata (Guérin-Méneville, 1844)
- Callopizoma malgassica (Kenrick, 1914)
- Callopizoma micans (De Lajonquière, 1972)
- Chrysopsyche pauliani (Viette, 1962)
- Closterothrix gambeyi (Mabille, 1879)
- Closterothrix leonina (Butler, 1882)
- Eupagopteryx albolunatus (Kenrick, 1914)
- Europtera pandani (De Lajonquière, 1972)
- Europtera punctillata (Saalmüller, 1884)
- Gastromega badia (Saalmüller, 1878)
- Gastromega sordida (Mabille, 1879)
- Gonometa attenuata (Kenrick, 1914)
- Hypotrabala regius (De Lajonquière, 1973)
- Lamprantaugia gueneana (Mabille, 1880)
- Lechriolepis anomala (Butler, 1880)
- Lechriolepis diabolus (Hering, 1928)
- Lechriolepis fulvipuncta (Viette, 1962)
- Lechriolepis johannae (De Lajonquière, 1970)
- Lechriolepis pratti (Kenrick, 1914)
- Lechriolepis tapiae (De Lajonquière, 1970)
- Napta serratilinea (Guenée, 1865)
- Ochanella hova (Butler, 1882)
- Odontocheilopteryx malagassy (Viette, 1962)
- Odontocheilopteryx meridionalis (Viette, 1962)
- Philotherma goliath (Viette, 1962)
- Phoberopsis ferox (Kenrick, 1914)
- Phoenicladocera griveaudi (De Lajonquière, 1972)
- Phoenicladocera herbuloti (De Lajonquière, 1972)
- Phoenicladocera lajonquierei (Viette, 1981)
- Phoenicladocera merina (De Lajonquière, 1970)
- Phoenicladocera nitescens (De Lajonquière, 1972)
- Phoenicladocera parvinota (Hering, 1929)
- Phoenicladocera toulgoeti (De Lajonquière, 1972)
- Phoenicladocera turtur (De Lajonquière, 1972)
- Phoenicladocera viettei (De Lajonquière, 1970)
- Phoenicladocera vulpicolor (Kenrick, 1914))
- Phoenicladocera wintreberti (De Lajonquière, 1972)
- Phoenicladocera xanthogramma (De Lajonquière, 1972)

## Lecithoceridae
- Epimactis incertella (Viette, 1956)
- Idiopteryx descarpentriesella (Viette, 1954)
- Idiopteryx marionella (Viette, 1954)
- Odites anasticta (Meyrick, 1930)
- Odites atomosperma (Meyrick, 1933)
- Odites hemigymna (Meyrick, 1930)
- Odites lioxesta (Meyrick, 1933)
- Odites ochrodryas (Meyrick, 1933)

## Limacodidae
- Ambaliha exsanguis (Saalmüller, 1880)
- Ambaliha vadoni (Viette, 1965)
- Andaingo ecclesiastica (Hering, 1928)
- Ankijabe griveaudi (Viette, 1980)
- Ankijabe lucens (Hering, 1957)
- Boisduvalodes tamatavana (Oberthür, 1922)
- Crothaema sericea (Butler, 1880)
- Fletcherodes brunnea (Viette, 1951)
- Heringocena andobo (Viette, 1965)
- Heringocena difficilis (Viette, 1965)
- Heringocena seyrigi (Viette, 1980)
- Heringodes robinsoni (Viette, 1965)
- Heringyra hannemanni (Viette, 1980)
- Heringyra rectestrigata (Hering, 1957)
- Heringyra schroederi (Viette, 1980)
- Latoia albifrons (Guérin-Méneville, 1844)
- Latoia catalai (Viette, 1980)
- Latoia geminatus (Hering, 1957)
- Latoia heringi (Viette, 1965)
- Latoia heringiana (Viette, 1980)
- Latoia lemuriensis (Viette, 1967)
- Latoia parniodes (Hering, 1957)
- Latoia peyrierasi (Viette, 1965)
- Latoia procerus (Hering, 1957)
- Latoia pumilus (Hering, 1957)
- Latoia singularis (Butler, 1878)
- Latoia vadoni (Viette, 1980)
- Latoia viettei (Hering, 1957)
- Lemuria gracilis (Butler, 1882)
- Lemuricomes milloti (Viette, 1980)
- Lemuricomes niveolineatus (Hering, 1957)
- Macrosemyra tenebrosa (Butler, 1882)
- Malgassica incerta (Hering, 1957)
- Malgassica peregrina (Hering, 1957)
- Malgassica tsaratanana (Viette, 1980)
- Mandoto orthogramma (Hering, 1954)
- Mandoto sogai (Viette, 1965)
- Mandoto turlini (Viette, 1980)
- Marmorata bradleyi (Viette, 1980)
- Marmorata fletcheri (Viette, 1980)
- Marmorata marmorata (Saalmüller, 1880)
- Marmorata pauliani (Viette, 1980)
- Marmorata vaovao (Viette, 1980)
- Narosa castanea (Mabille, 1900)
- Omocenops micacea (Butler, 1882)
- Omocenops simillimus (Hering, 1957)
- Parasa affinis (Mabille, 1890)
- Parasa ankalirano (Viette, 1980)
- Parasa cambouei (Mabille, 1890)
- Parasa dubiefi (Viette, 1975)
- Parasa ebenaui (Saalmüller, 1878)
- Parasa imerina (Viette, 1980)
- Parasa lemuriensis (Viette, 1967)
- Parasa parniodes (Hering, 1957)
- Parasa reginula (Saalmüller, 1884)
- Parasa singularis (Butler, 1878)
- Parasa valida (Butler, 1879)
- Parasa villosipes (Strand, 1911)
- Paryphantina argentifera (Hering, 1933)
- Prosternidia metallica (Saalmüller, 1884)
- Pseudolatoia humilis (Mabille, 1890)
- Pseudolatoia oculata (Hering, 1957)
- Pseudolatoia viettei (Hering, 1954)
- Pseudomocena albens (Hering, 1957)
- Psythiarodes mahafaly (Viette, 1980)
- Thliptocnemis barbipes (Mabille, 1900)
- Thliptocnemis heringi (Viette, 1965)
- Thliptocnemis pinguis (Saalmüller, 1880)
- Vietteiola viettei (Hering, 1957)
- Ximacodes malagasy (Viette, 1980)
- Ximacodes pyrosoma (Butler, 1882)
- Ximacodes subrufa (Hering, 1957)

## Metarbelidae
- Saalmulleria dubiefi (Viette, 1974)
- Saalmulleria stumpffi (Saalmüller, 1884)

## Noctuidae
- Acrapex brunnea (Hampson, 1910)
- Acrapex peracuta (Berio, 1956)
- Acrapex undulata (Berio, 1956)
- Adisura malagassica (Rothschild, 1924)
- Agrapha gammaloba (Hampson, 1910)
- Agrotis biconica (Kollar, 1844)
- Agrotis consentanea (Mabille, 1880)
- Agrotis ipsilon (Hufnagel, 1766)
- Agrotis longidentifera (Hampson, 1903)
- Agrotis radama (Viette, 1958)
- Agrotis segetum ([Denis & Schiffermüller], 1775)
- Aletia angustipennis (Saalmüller, 1891)
- Aletia ankaratra (Rungs, 1956)
- Aletia circulus (Saalmüller, 1880)
- Aletia decaryi (Boursin & Rungs, 1952)
- Aletia duplex (Rungs, 1956)
- Aletia fallaciosa (Rungs, 1956)
- Aletia heimi (Rungs, 1956)
- Aletia infrargyrea (Saalmüller, 1891)
- Aletia milloti (Rungs, 1956)
- Aletia operosa (Saalmüller, 1891)
- Aletia pyrausta (Hampson, 1913)
- Aletia viettei (Rungs, 1956)
- Amazonides confluxa (Saalmüller, 1891)
- Amphia gigantea (Viette, 1958)
- Amphia sogai (Viette, 1967)
- Ancarista laminifera (Saalmüller, 1878)
- Androlymnia malgassica (Viette, 1965)
- Anedhella boisduvali (Viette, 1965)
- Antigodasa rufodiscalis (Rothschild, 1896)
- Antiophlebia griveaudi (Viette, 1966)
- Apamea griveaudi (Viette, 1967)
- Apamea macronephra (Berio, 1960)
- Apamea roedereri (Viette, 1967)
- Apospasta intricata (Saalmüller, 1891)
- Arctiopais ambusta (Mabille, 1881)
- Argyrogramma signata (Fabricius, 1775)
- Arrothia bicolor (Rothschild, 1896)
- Arrothia gueneianum (Viette, 1954)
- Athetis albispilosa (Saalmüller, 1880)
- Athetis cryptisirias (Viette, 1958)
- Athetis denisi (Viette, 1963)
- Athetis fragosa (Viette, 1958)
- Athetis gaedei (Berio, 1955)
- Athetis glaucoides (Berio, 1959)
- Athetis heringi (Viette, 1963)
- Athetis humberti (Viette, 1963)
- Athetis ignava (Guenée, 1852)
- Athetis improbabilis (Berio, 1966)
- Athetis milloti (Viette, 1963)
- Athetis nitens (Saalmüller, 1891)
- Athetis oculatissima (Berio, 1956)
- Athetis perineti (Viette, 1963)
- Athetis perparva (Berio, 1966)
- Athetis pilosissima (Berio, 1956)
- Athetis radama (Viette, 1961)
- Athetis satellitia (Hampson, 1902)
- Athetis sicaria (Viette, 1958)
- Athetis siccata (Viette, 1958)
- Athetis sobria (Berio, 1956)
- Athetis spaelotidia (Butler, 1879)
- Aucha tenebricosa (Saalmüller, 1891)
- Axylia annularis (Saalmüller, 1891)
- Berioana limbulata (Berio, 1956)
- Berioana pauliani (Viette, 1963)
- Brithys crini (Fabricius, 1775)
- Brithysana maura (Saalmüller, 1891)
- Brithysana pauliani (Viette, 1967)
- Callicereon heterochroa (Mabille, 1879)
- Callicereon mabillei (Viette, 1965)
- Callixena versicolora (Saalmüller, 1891)
- Callixena viettei (Berio, 1956)
- Callopistria intermissa (Saalmüller, 1891)
- Callopistria latreillei (Duponchel, 1827)
- Callopistria maillardi (Guenée, 1862)
- Callopistria malagasy (Viette, 1965)
- Callopistria miranda (Saalmüller, 1880)
- Callopistria pauliani (Berio, 1956)
- Callopistria promiscua (Saalmüller, 1891)
- Callopistria randimbyi (Viette, 1965)
- Callopistria rectilinea (Saalmüller, 1891)
- Callopistria tarsipilosa (Berio, 1959)
- Callopistria yerburii (Butler, 1884)
- Callyna perfecta (Berio, 1956)
- Callyna robinsoni (Viette, 1965)
- Caradrina asinina (Saalmüller, 1891)
- Caradrina glaucistis (Hampson, 1902)
- Centrarthra malagasy (Viette, 1972)
- Chasmina candida (Walker, 1865)
- Chasmina malagasy (Viette, 1965)
- Chasmina tibialis (Fabricius, 1775)
- Chrysodeixis chalcites (Esper, 1789)
- Condica capensis (Guenée, 1852)
- Condica conducta (Walker, 1857)
- Condica pauperata (Walker, 1858)
- Conservula cinisigna (de Joannis, 1906)
- Conservula malagasa (Gaede, 1915)
- Conservula rosacea (Saalmüller, 1891)
- Conservula subrosacea (Viette, 1958)
- Ctenoplusia aurisuta (Dufay, 1968)
- Ctenoplusia fracta (Walker, 1857)
- Ctenoplusia furcifera (Walker, 1857)>
- Ctenoplusia laqueata (Dufay, 1968)
- Ctenoplusia limbirena (Guenée, 1852)
- Ctenoplusia rhodographa (Dufay, 1968)
- Cucullia aplana (Viette, 1958)
- Cucullia malagassa (Viette, 1958)
- Cucullia ruficeps (Hampson, 1906)
- Daphoeneura fasciata (Butler, 1878)
- Diadocis remyi (Viette, 1954)
- Diaphone delamarei (Viette, 1963)
- Dicerogastra madecassa (Viette, 1972)
- Elyptron annularis (Viette, 1963)
- Elyptron berioi (Viette, 1958)
- Elyptron catalai (Viette, 1963)
- Elyptron cinctum (Saalmüller, 1891)
- Elyptron schroederi (Viette, 1963)
- Elyptron timorosa (Berio, 1956)
- Ethiopica befasy (Viette, 1965)
- Eutelephia aureopicta (Kenrick, 1917)
- Eutelia amatrix (Walker, 1858)
- Eutelia blandiatrix (Guenée, 1852)
- Eutelia callichroma (Distant, 1901)
- Eutelia histrio (Saalmüller, 1880)
- Eutelia mesogona (Hampson, 1905)
- Eutelia ocularis (Saalmüller, 1891)
- Eutelia snelleni (Saalmüller, 1881)
- Eutelia subrubens (Mabille, 1890)
- Feliniopsis africana (Schaus & Clements, 1893)
- Feliniopsis annosa (Viette, 1963)
- Feliniopsis berioi (Viette, 1963)
- Feliniopsis consummata (Walker, 1857)
- Feliniopsis hoplista (Viette, 1963)
- Feliniopsis milloti (Viette, 1961)
- Feliniopsis segreta (Berio, 1966)
- Feliniopsis tenera (Viette, 1963)
- Feliniopsis tulipifera (Saalmüller, 1891)
- Fletcherea gemmella (Saalmüller, 1891)
- Fletcherea minuscula (Kenrick, 1917)
- Fletcherea pauliani (Viette, 1961)
- Fletcherea perrieri (Viette, 1961)
- Fletcherea pratti (Viette, 1961)
- Godasa sidae (Fabricius, 1793)
- Gyrtona erebenna (Mabille, 1900)
- Gyrtona malgassica (Kenrick, 1917)
- Hadena transcursa (Saalmüller, 1891)
- Helicoverpa armigera (Hübner, [1808])
- Heliothis metachrisea (Hampson, 1903)
- Heliothis posttriphaena (Rothschild, 1924)
- Homonacna cadoreli (Viette, 1968)
- Homonacna duberneti (Viette, 1968)
- Homonacna zebrina (Viette, 1968)
- Iambia volasira (Viette, 1968)
- Janseodes melanospila (Guenée, 1852)
- Kenrickodes griseata (Kenrick, 1917)
- Kenrickodes michauxi (Viette, 1968)
- Kenrickodes pauliani (Viette, 1965)
- Kenrickodes rubidata (Kenrick, 1917)
- Kenrickodes semiumbrosa (Saalmüller, 1891)
- Kenrickodes titanica (Hampson, 1910)
- Kenrickodes toulgoeti (Viette, 1965)
- Lepidodelta stolifera (Saalmüller, 1891)
- Lepidodelta vadoni (Viette, 1965)
- Leucania carneotincta (Kenrick, 1917)
- Leucania insulicola (Guenée, 1852)
- Leucania melianoides (Möschler, 1883)
- Leucania phaea (Hampson, 1902)
- Leucania prominens (Walker, 1856)
- Leucania pseudoloreyi (Rungs, 1953)
- Leucania simplaria (Saalmüller, 1891)
- Leumicamia graminicolens (Butler, 1878)
- Lophoptera litigiosa (Boisduval, 1833)
- Mabilleana pudens (Mabille, 1900)
- Madathisanotia madagascariensis (Rothschild, 1924)
- Madecathymia cadoreli (Viette, 1968)
- Madegalatha malagassica (Hampson, 1909)
- Madegalatha occidentis (Viette, 1968)
- Madeuplexia altitudinis (Viette, 1960)
- Madeuplexia camusi (Viette, 1967)
- Madeuplexia pretiosa (Viette, 1960)
- Madeuplexia retorta (Berio, 1956)
- Madeuplexia sogai (Viette, 1960)
- Mageochaeta malgassica (Kenrick, 1917)
- Maghadena balachowskyi (Viette, 1967)
- Maghadena boby (Viette, 1960)
- Maghadena duberneti (Viette, 1968)
- Maghadena malagasy (Viette, 1968)
- Maghadena norma (Saalmüller, 1891)
- Maghadena radama (Viette, 1963)
- Marathyssa cuneata (Saalmüller, 1891)
- Masalia epimethea (Viette, 1958)
- Masalia prochaskai (Viette, 1958)
- Matopo oberthueri (Viette, 1965)
- Matopo plurilineata (Berio, 1956)
- Matopo subarida (Viette, 1976)
- Megalonycta mediovitta (Rothschild, 1924)
- Mentaxya albifrons (Geyer, 1837)
- Mentaxya ignicollis (Walker, 1857)
- Mentaxya muscosa (Geyer, 1837)
- Mentaxya sexalata (Viette, 1959)
- Mentaxya trisellata (Viette, 1959)
- Metappana crescentica (Hampson, 1910)
- Microplexia albopicta (Saalmüller, 1891)
- Microplexia anosibe (Berio, 1959)
- Microplexia aurantiaca (Saalmüller, 1891)
- Microplexia bicoloria (Berio, 1963)
- Microplexia bicostata (Berio, 1964)
- Microplexia confusa (Berio, 1963)
- Microplexia discreta (Saalmüller, 1891)
- Microplexia elegans (Saalmüller, 1891)
- Microplexia extranea (Berio, 1959)
- Microplexia fenestrata (Berio, 1963)
- Microplexia ferrea (Hampson, 1908)
- Microplexia fracta (Berio, 1956)
- Microplexia griveaudi (Berio, 1963)
- Microplexia lithacodica (Berio, 1964)
- Microplexia metachrostoides (Berio, 1959)
- Microplexia muscosa (Saalmüller, 1891)
- Microplexia nephelea (Mabille, 1900)
- Microplexia parmelia (Toulgoët, 1954)
- Microplexia plurinephra (Berio, 1959)
- Microplexia transversata (Berio, 1964)
- Microplexia viridaria (Kenrick, 1917)
- Microplexia viridis (Berio, 1963)
- Neostichtis ignorata (Viette, 1958)
- Neostichtis inopinatus (Viette, 1960)
- Nyodes ochrargyra (Mabille, 1900)
- Nyodes virescens (Butler, 1879)
- Ochropleura elevata (Viette, 1959)
- Ochropleura leucogaster (Freyer, 1831)
- Ochropleura marojejy (Viette, 1961)
- Ochropleura portieri (Viette, 1967)
- Odontestra malgassica (Viette, 1969)
- Oglasa trimacula (Saalmüller, 1891)
- Omphalestra herbuloti (Viette, 1961)
- Paracaroides louveli (Viette, 1969)
- Paracaroides pratti (Kenrick, 1917)
- Paracaroides sublota (Mabille, 1900)
- Paracroria milloti (Viette, 1969)
- Pararothia camilla (Oberthür, 1923)
- Pararothia gracilis (Jordan, 1913)
- Pararothia vieui (Viette, 1966)
- Paratuerta laminifer (Saalmüller, 1878)
- Pemphigostola synemonistis (Strand, 1909)
- Perigea meleagris (Saalmüller, 1891)
- Phoperigea variegata (Kenrick, 1917)
- Pleurona variegata (Kenrick, 1917)
- Plusiopalpa hildebrandti (Saalmüller, 1891)
- Plusiopalpa thaumasia (Dufay, 1968)
- Pristoceraea eriopis (Herrich-Schäffer, 1853)
- Promionides obliqua (Berio, 1966)
- Prototrachea leucopicta (Kenrick, 1917)
- Pseudelaeodes proteoides (Kenrick, 1917)
- Pseudelaeodes sogai (Viette, 1969)
- Rothia agrius (Herrich-Schäffer, 1853)
- Rothia arrosa (Jordan, 1926)
- Rothia cruenta (Jordan, 1913)
- Rothia dayremi (Oberthür, 1909)
- Rothia distigma (Mabille, 1898)
- Rothia hampsoni (Oberthür, 1916)
- Rothia holli (Oberthür, 1909)
- Rothia hypopyrrha (Butler, 1878)
- Rothia lasti (Rothschild, 1896)
- Rothia metagrius (Butler, 1880)
- Rothia micropales (Butler, 1879)
- Rothia nigrescens (Rothschild, 1896)
- Rothia pales (Guérin-Méneville, 1832)
- Rothia pedasus (Herrich-Schäffer, 1853)
- Rothia powelli (Oberthür, 1909)
- Rothia rhaeo (Druce, 1894)
- Rothia simyra (Westwood, 1877)
- Rothia turlini (Kiriakoff & Viette, 1973)
- Rothia watersi (Butler, 1884)
- Rothia westwoodi (Butler, 1879)
- Rothia zea (Herrich-Schäffer, 1853)
- Rungsianea fontainei (Viette, 1967)
- Rungsianea hecate (Viette, 1960)
- Saalmuellerana glebosa (Saalmüller, 1891)
- Saalmuellerana illota (Viette, 1973)
- Saaluncifera uncinata (Saalmüller, 1891)
- Schausilla obryzos (Mabille, 1878)
- Sciomesa betschi (Viette, 1967)
- Sciomesa biluma (Nye, 1959)
- Sciomesa janthina (Viette, 1960)
- Sciomesa oberthueri (Viette, 1967)
- Selenisa affulgens (Saalmüller 1881)
- Selenistis laurentica (Viette, 1969)
- Sesamia calamistis (Hampson, 1910)
- Sesamia madagascariensis (Saalmüller, 1891)
- Sesamia simplaria (Rungs, 1954)
- Spodoptera apertura (Walker, 1865)
- Spodoptera cilium (Guenée, 1852)
- Spodoptera exempta (Walker, 1857)
- Spodoptera littoralis (Boisduval, 1833)
- Spodoptera malagasy (Viette, 1967)
- Spodoptera mauritia (Boisduval, 1833)
- Stenopterygia monostigma (Saalmüller, 1891)
- Stictoptera antemarginata (Saalmüller, 1880)
- Stictoptera poecilosoma (Saalmüller, 1880)
- Syrrusis milloti (Viette, 1972)
- Syrrusis monticola (Viette, 1960)
- Syrrusis notabilis (Butler, 1879)
- Syrrusis pictura (Saalmüller, 1891)
- Syrrusis vau (Berio, 1956)
- Tanocryx pseudobamra (Rothschild, 1924)
- Tathorhynchus homogyna (Hampson, 1902)
- Tathorhynchus nigra (Viette, 1954)
- Thiacidas alboporphyrea (Pagenstecher, 1907)
- Thysanoplusia cupreomicans (Hampson, 1909)
- Thysanoplusia exquisita (Felder & Rogenhofer, 1874)
- Thysanoplusia indicator (Walker, [1858])
- Timora pauliani (Viette, 1961)
- Tracheplexia debilis (Butler, 1879)
- Trichoplusia florina (Guenée, 1852)
- Trichoplusia orichalcea (Fabricius, 1775)
- Tunocaria rubiginosa (Viette, 1961)
- Vietteania pinna (Saalmüller, 1891)
- Vietteania torrentium (Guenée, 1852)
- Vittaplusia vittata (Wallengren, 1856)
- Xylostola punctum (Berio, 1956)
- Zacthys biplaga (Viette, 1973)
- Zalaca snelleni (Wallengren, 1875)

## Nolidae
- Acripia megalesia (Viette, 1965)
- Blenina hyblaeoides (Kenrick, 1917)
- Bryophilopsis pullula (Saalmüller, 1891)
- Bryophilopsis tarachoides (Mabille, 1900)
- Earias biplaga (Walker, 1866)
- Earias insulana (Boisduval, 1833)
- Earias malagasy (Viette, 1969)
- Earias virgula (Viette, 1969)
- Elesmoides malagasy (Viette, 1973)
- Eligma malagassica (Rothschild, 1896)
- Garella basalis (Berio, 1966)
- Gigantoceras perineti (Viette, 1965)
- Gigantoceras voeltzkowi (Viette, 1965)
- Leocyma appollinis (Guenée, 1852)
- Leocyma vates (Saalmüller, 1891)
- Maurilia arcuata (Walker, [1858])
- Maurilia malgassica (Viette, 1965)
- Meganola bryophiloides (Butler, 1882)
- Meganola decaryi (Toulgoët, 1955)
- Meganola incana (Saalmüller, 1884)
- Microzada amabilis (Saalmüller, 1891)
- Microzada similis (Berio, 1956)
- Negeta luminosa (Walker, 1858)
- Nola geminata (Mabille, 1900)
- Nola major (Hampson, 1891)
- Nola picturata (Mabille, 1899)
- Nola praefica (Saalmüller, 1884)
- Nola squalida (Staudinger, 1870)
- Nola varia (Saalmüller, 1880)
- Ophiosema viettei (Berio, 1956)
- Pardasena atripuncta (Hampson, 1912)
- Pardasena melanosticta (Hampson, 1912)
- Pardasena virgulana (Mabille, 1880)
- Pardoxia graellsii (Feisthamel, 1837)
- Plusiocalpe atlanta (Viette, 1968)
- Plusiocalpe micans (Saalmüller, 1891)
- Plusiocalpe pallida (Holland, 1894)
- Plusiocalpe sericina (Mabille, 1900)
- Risoba malagasy (Viette, 1965)
- Westermannia brillans (Viette, 1965)
- Xanthodes albago (Fabricius, 1794)

## Notodontidae
- Acrasiodes io (Viette, 1954)
- Acroctena arguta (Kiriakoff, 1969)
- Acroctena fissura (Saalmüller, 1884)
- Acroctena lilacina (Kenrick, 1917)
- Acroctena nebulosa (Kiriakoff, 1969)
- Acroctena pallida (Butler, 1882)
- Ambina andranoma (Kiriakoff, 1969)
- Ambina dorsalis (Kiriakoff, 1960)
- Ambina insufficiens (Kiriakoff, 1960)
- Ambina kodamire (Viette, 1954)
- Ambina ochreopicta (Kenrick, 1917)
- Ambina ochribasis (Kiriakoff, 1960)
- Ambina septentrionalis (Kiriakoff, 1969)
- Ambina spissicornis (Mabille, 1900)
- Ambina trioculata (Kiriakoff, 1969)
- Analama conspicua (Kiriakoff, 1960)
- Analama obliquifascia (Kenrick, 1917)
- Analama perinetensis (Kiriakoff, 1958)
- Anaphe aurea (Butler, 1892)
- Anaphe stellata (Guérin-Méneville, 1844)
- Anaphe zombitsyana (Viette, 1965)
- Antheua haasi (Saalmüller, 1884)
- Antheua ornata (Walker, 1865)
- Antoroka munda (Kiriakoff, 1969)
- Antsalova jeannelianum (Viette, 1954)
- Antsalova musculus (Kiriakoff, 1960)
- Antsalova pauliani (Kiriakoff, 1969)
- Aprosdocetos descarpentrianum (Viette, 1954)
- Artanasa viettei (Kiriakoff, 1960)
- Atrasana brunneis (Viette, 1954)
- Atrasana malgassa (Viette, 1955)
- Dasychoproctis dubiosa (Hering, 1926)
- Desmeocraera antiopa (Viette, 1954)
- Desmeocraera miata (Viette, 1955)
- Desmeocraera robustior (Kiriakoff, 1960)
- Elaphrodes simplex (Viette, 1955)
- Epicerurina grisea (Kiriakoff, 1969)
- Eramos viridissima (Kiriakoff, 1958)
- Euanthia inexpecta (Kiriakoff, 1969)
- Eutrotonotus albidilinea (Gaede, 1928)
- Eutrotonotus ameles (Kiriakoff, 1960)
- Eutrotonotus basistriga (Kiriakoff, 1960)
- Eutrotonotus carignanus (Kiriakoff, 1963)
- Eutrotonotus catalai (Kiriakoff, 1969)
- Eutrotonotus margarethae (Kiriakoff, 1960)
- Eutrotonotus mediofascia (Kiriakoff, 1960)
- Eutrotonotus pratti (Kenrick, 1917)
- [[Eutrotonotus psilodsmall>(Kenrick|1917)oxa]] (Viette, 1955)
- Eutrotonotus rectilinea (Kiriakoff, 1960)
- Eutrotonotus subvinaceus (Kiriakoff, 1960)
- Eutrotonotus viettei (Kiriakoff, 1960)
- Eutrotonotus zeta (Kiriakoff, 1960)
- Exantongila antongilensis (Viette, 1955)
- Fanambana anomoeotina (Kiriakoff & Viette, 1969)
- Fanambana pyralidina (Kiriakoff & Viette, 1969)
- Griphocerura malgassica (Kenrick, 1917)
- Hypsoides ambrensis (Poujade, 1903)
- Hypsoides anosibeana (Obertsmall>Guenée, 1854hür)
- Hypsoides antsianakana (Oberthür, 1922)
- Hypsoides barrei (Mabille, 1891)
- Hypsoides befotakana (Viette, 1965)
- Hypsoides bipars (Butler, 1882)
- Hypsoides cleotis (Swinhoe, 1907)
- Hypsoides conglomerata (Oberthür, 1923)
- Hypsoides culminidentata (Oberthür, 1923)
- Hypsoides diego (Coquerel, 1855)
- Hypsoides flavens (Mabille, 1891)
- Hypsoides kiriakoffi (Viette, 1965)
- Hypsoides lambertoni (Oberthür, 1922)
- Hypsoides meloui (Oberthür, 1922)
- Hypsoides paulinus (Oberthür, 1923)
- Hypsoides placidus (Oberthür, 1923)
- Hypsoides radama (Coquerel, 1855)
- Hypsoides semifusca (Kiriakoff, 1969)
- Hypsoides singularis (Kiriakoff, 1969)
- Hypsoides timoleon (Oberthür, 1923)
- Iridoplitis malgassica (Kiriakoff, 1960)
- Italaviana griveaudi (Kiriakoff, 1960)
- Malgadonta idioptila (Bethune-Baker, 1916)
- Nesanaphe mirabilis (Viette, 1955)
- Nesanaphe zombitsyana (Viette, 1965)
- Nesochadisra protea (Kiriakoff, 1969)
- Nesoptilura malgassica (Kiriakoff, 1960)
- Notodonta angustipennis (Mabille, 1881)
- Ochrocalliope grandidierianum (Viette, 1954)
- Ochrocalliope mediobrunnea (Kiriakoff, 1960)
- Ochrocalliope sambava (Kiriakoff, 1963)
- Ochrosomera marojejia (Kiriakoff, 1963)
- Ochrosomera vanja (Kiriakoff, 1969)
- Omocerina viettei (Kiriakoff, 1970)
- Pachycispia picta (Butler, 1882)
- Paralerodes albosparsatus (Kenrick, 1914)
- Phalera grandidieranum (Viette, 1954)
- Pseudohypsoides bicolor (Viette, 1960)
- Pseudohypsoides unicolor (Viette, 1960)
- Pseudohypsoides vadoni (Viette, 1960)
- Rasemia descarpentrianum (Viette, 1954)
- Rhenea circumcincta (Saalmüller, 1880)
- Rhenea mediata (Walker, 1865)
- Rhynchophalerina inexpectata (Kiriakoff, 1969)
- Romaleostaura insularis (Kiriakoff, 1960)
- Schedostauropus elegans (Kiriakoff, 1960)
- Schedostauropus gemina (Gaede, 1928)
- Scrancia cadoreli (Viette, 1972)
- Scrancia ioptila (Viette, 1955)
- Scrancia tuleara (Kiriakoff, 1963)
- Tricholoba magnifica (Viette, 1955)
- Vietteella madagascariensis (Draeseke, 1937)
- Vietteella nigrilineata (Kiriakoff, 1969)
- Zelomera imitans (Butler, 1882)

## Oecophoridae
- Abychodes janineae (Viette, 1954)
- Ancylometis isophaula (Meyrick, 1934)
- Beforona mirabilella (Viette, 1956)
- Metachanda louvelella (Viette, 1956)
- Metachanda phalarodora (Viette, 1955)
- Metachanda rutenbergella (Viette, 1956)
- Orygocera aurea (Viette, 1954)
- Orygocera magdalena (Meyrick, 1930)
- Orygocera propygnota (Meyrick, 1930)
- Orygocera rungsella (Viette, 1956)
- Orygocera subnivea (Viette, 1954)
- Plesiosticha practicodes (Meyrick, 1918)
- Pseudepiphractis ankaratrella (Viette, 1956)
- Pseudepiphractis bicolorella (Viette, 1956)
- Pseudepiphractis cosmiella (Viette, 1956)
- Pseudepiphractis facetella (Viette, 1956)
- Pseudepiphractis limonella (Viette, 1956)
- Stathmopoda maisongrossiella (Viette, 1954)
- Stathmopoda vadoniella (Viette, 1954)
- Tyriograptis strepsaula (Meyrick, 1934)
- Tyromantis metaxantha (Meyrick, 1918)
- Xheroctys jeannelliella (Viette, 1954)

## Pantheidae
- Adaphaenura minuscula (Butler, 1882)
- Adaphaenura ratovosoni (Viette, 1973)
- Daphoenura fasciata (Butler, 1878)
- Epicausis smithii (Mabille, 1880)
- Epicausis vaovao (Viette, 1973)
- Eudaphaenura splendens (Viette, 1954)

## Plutellidae
- Iridostoma catatella (Viette, 1956)
- Plutella xylostella (Linnaeus, 1758)
- Tetanostola hexagona (Meyrick, 1931)

## Psychidae
- Acanthopsyche pauliani (Bourgogne, 1984)
- Conoeca psammogona (Meyrick, 1931)
- Deborrea cambouei (Oberthür, 1922)
- Deborrea griveaudi (Bourgogne, 1982)
- Deborrea humberti (Bourgogne, 1984)
- Deborrea malgassa (Heylaerts, 1884)
- Deborrea robinsoni (Bourgogne, 1964)
- Deborrea seyrigi (Bourgogne, 1984)
- Malgassopsyche viettei (Bourgogne, 1984)
- Narycia garrula (Meyrick, 1934)
- Obtexocorytus schuettei (Sobczyk, 2009)
- Oiketicus angulatus (Gaede, 1929)
- Oiketicus saclavus (Mabille, 1890)
- Sapheneutis pulchella (Sobczyk & Schütte, 2010)
- Typhonia alluaudiella (Viette, 1954)
- Typhonia bimaculata (Sobczyk & Schütte, 2010)
- Typhonia decaryella (Viette, 1955)
- Typhonia fibriculatella (Viette, 1956)
- Typhonia seyrigiella (Viette, 1954)
- Typhonia vadonella (Viette, 1955)

## Pterophoridae
- Agdistis picardi (Bigot, 1964)
- Agdistis toliarensis (Bigot, 1987)
- Agdistopis griveaudi (Gibeaux, 1994)
- Amblyptilia incerta (Gibeaux, 1994)
- Amblyptilia viettei (Gibeaux, 1994)
- Antarches luqueti (Gibeaux, 1994)
- Bigotilia centralis (Bigot, 1964)
- Bigotilia montana (Gibeaux, 1994)
- Bipunctiphorus etiennei (Gibeaux, 1994)
- Buckleria madecassea (Gibeaux, 1994)
- Cnaemidophorus horribilis (Gibeaux, 1996)
- Crassuncus defectus (Bigot & Luquet, 1991)
- Crassuncus orophilus (Gibeaux, 1994)
- Crassuncus pseudolaudatus (Gibeaux, 1992)
- Eucapperia longiductus (Gibeaux, 1992)
- Exelastis atomosa (Walsingham, 1885)
- Exelastis luqueti (Gibeaux, 1994)
- Exelastis phlyctaenias (Meyrick, 1911)
- Helpaphorus boby (Gibeaux, 1994)
- Helpaphorus festivus (Bigot, 1964)
- Helpaphorus griveaudi (Bigot, 1964)
- Helpaphorus imaitso (Gibeaux, 1994)
- Helpaphorus testaceus (Gibeaux, 1994)
- Hepalastis pumilio (Zeller, 1873)
- Inferuncus nigreus (Gibeaux, 1994)
- Lantanophaga pusillidactylus (Walker, 1864)
- Leesi masoala (Gibeaux, 1996)
- Megalorhipida leptomeres (Meyrick, 1886)
- Megalorhipida leucodactylus (Fabricius, 1794)
- Ochyrotica rufa (Arenberger, 1987)
- Oidaematophorus madecasseus (Gibeaux, 1994)
- Oidaematophorus mineti (Gibeaux, 1994)
- Paulianilus conyzae (Gibeaux, 1994)
- Paulianilus madecasseus (Bigot, 1964)
- Picardia betsileo (Gibeaux, 1994)
- Picardia orchatias (Meyrick, 1908)
- Platyptilia fulva (Bigot, 1964)
- Platyptilia grisea (Gibeaux, 1994)
- Platyptilia molopias (Meyrick, 1906)
- Platyptilia pauliani (Gibeaux, 1994)
- Platyptilia peyrierasi (Gibeaux, 1994)
- Platyptilia pseudofulva (Gibeaux, 1994)
- Platyptilia sogai (Gibeaux, 1994)
- Platyptilia violacea (Gibeaux, 1994)
- Pselnophorus ducis (Gibeaux, 1994)
- Pselnophorus laudatus (Bigot, 1964)
- Pterophorus albidus (Zeller, 1852)
- Pterophorus baliolus (Bigot & Luquet, 1991)
- Pterophorus rhyparias (Meyrick, 1908)
- Setosipennula viettei (Gibeaux, 1994)
- Sphenarches anisodactylus (Walker, 1864)
- Sphenarches cafferoides (Gibeaux, 1996)
- Stenodacma wahlbergi (Zeller, 1852)
- Stenoptilia viettei (Gibeaux, 1994)
- Stenoptilia zophodactylus (Duponchel, 1840)
- Stenoptilodes taprobanes (Felder & Rogenhofer, 1875)
- Vietteilus stenoptilioides (Gibeaux, 1994)

## Pyralidae
- Acracona pratti (Kenrick, 1917)
- Aglossa humberti (Viette, 1973)
- Aglossa mineti (Leraut, 2006)
- Aglossa viettei (Leraut, 2006)
- Anexophana robinsonalis (Viette, 1960)
- Antisindris bipunctalis (Marion, 1955)
- Cactoblastis cactorum (Berg, 1885)
- Cadra cautella (Walker, 1863)
- Cadra rectivittella (Ragonot, 1901)
- Catalaodes analamalis (Viette, 1960)
- Catalaodes malgassicalis (Viette, 1953)
- Corcyra cephalonica (Stainton, 1866)
- Diloxia belohalis (Marion & Viette, 1956)
- Discordia sakarahalis (Marion & Viette, 1956)
- Discordia seyrigalis (Marion & Viette, 1956)
- Ectomyelois ceratoniae (Zeller, 1839)
- Edulica rufalis (Hampson, 1901)
- Ematheudes nigropunctata (Legrand, 1966)
- Embryoglossa submarginata (Kenrick, 1917)
- Endotricha consobrinalis (Zeller, 1852)
- Endotricha erythralis (Mabille, 1900)
- Ephestia rectivitella (Ragonot, 1901)
- Ephestia subelutellum (Ragonot, 1901)
- Epicrocis oegnusalis (Walker, 1859)
- Epicrocis signatella (Pagenstecher, 1907)
- Epicrocis umbratella (Pagenstecher, 1907)
- Epischnia beharella (Viette, 1964)
- Epischnia brevipalpella (Ragonot, 1893)
- Episindris albimaculalis (Ragonot, 1891)
- Essina callos (Viette, 1973)
- Etiella zinckenella (Treitschke, 1832)
- Euzophera decaryella (Marion & Viette, 1956)
- Euzophera sogai (Roesler, 1981)
- Euzophera villora (Felder & Rogenhofer, 1875)
- Gaana malagasella (Viette, 1964)
- Gaana malgachiella (Roesler, 1982)
- Gaana pseudomalazella (Roesler, 1982)
- Gaana pyrrhella (Roesler, 1982)
- Gaana viridella (Ragonot, 1888)
- Haplosindris leucotriangula (Mabille, 1900)
- Hypotia diehlalis (Viette, 1953)
- Hypotia seyrigalis (Viette, 1953)
- Hypsopygia mauritialis (Boisduval, 1833)
- Hypsopygia moramangalis (Marion & Viette, 1956)
- Jakuarte martinalis (Viette, 1953)
- Lamoria clathrella (Ragonot, 1888)
- Lamoria imbella (Walker, 1864)
- Lepipaschia inornata (Shaffer & Solis, 1994)
- Lophocera flavifusalis (Marion & Viette, 1956)
- Lophocera flavipuncta (Kenrick, 1917)
- Lophocera vadonalis (Marion & Viette, 1956)
- Lygropia ochracealis (Saalmüller, 1880)
- Macalla madegassalis (Viette, 1960)
- Macalla seyrigalis (Marion & Viette, 1956)
- Mahela saalmulleri (Ragonot, 1888)
- Malgachinsula maisongrossalis (Viette, 1953)
- Maliarpha separatella (Ragonot, 1888)
- Marionana paulianalis (Viette, 1953)
- Marionana vinolentalis (Viette, 1960)
- Metoecis carnifex (Coquerel, 1855)
- Morosaphycita morosalis (Saalmüller, 1880)
- Neopaschia lemairei (Viette, 1973)
- Neopaschia nigromarginata (Viette, 1953)
- Nhoabe marionalis (Leraut, 2006)
- Nhoabe millotalis (Viette, 1953)
- Nhoabe minetalis (Leraut, 2006)
- Nhoabe mocquerysalis (Viette, 1953)
- Nhoabe privatalis (Viette, 1960)
- Nhoabe ratovosonalis (Leraut, 2006)
- Nhoabe sambiranoalis (Leraut, 2006)
- Nhoabe viettealis (Marion, 1955)
- Omphalepia dujardini (Viette, 1967)
- Paractenia pronubalis (Marion & Viette, 1956)
- Paroxyptera filiella (Saalmüller, 1880)
- Pempelia funebrella (Ragonot, 1893)
- Pempelia malgassicella (Marion & Viette, 1956)
- Pempelia multicolorella (Ragonot, 1893)
- Perinetoides anosibalis (Viette, 1960)
- Perinetoides ferruginea (Viette, 1966)
- Perinetoides margaritalis (Marion, 1955)
- Perula ambahonalis (Marion & Viette, 1956)
- Perula ankaratralis (Marion & Viette, 1956)
- Perula asopialis (Mabille, 1900)
- Perula occidentalis (Viette, 1960)
- Peucela bourgini (Viette, 1951)
- Phylebria paulianella (Marion & Viette, 1956)
- Polyocha flagrantella (Ragonot, 1901)
- Polyocha sanguinariella (Zeller, 1848)
- Prosaris hepaticalis (Marion, 1955)
- Prosaris percuprealis (Marion, 1955)
- Pseudopiesmopoda malgassicola (Roesler, 1982)
- Pyralis manihotalis (Guenee, 1854)
- Rhodophaea semiustella (Hampson, 1901)
- Saborma vicina (Saalmüller, 1880)
- Sacada madegassalis (Viette, 1960)
- Salma lakasy (Viette, 1981)
- Salma vadoni (Viette, 1981)
- Saluria furvella (Ragonot, 1888)
- Selagiaforma sandrangatoella (Roesler, 1982)
- Sindris albimaculalis (Ragonot, 1891)
- Sindris boisduvalalis (Viette, 1953)
- Sindris boisduvalalis (Viette, 1953)
- Sindris catalalis (Viette, 1953)
- Sindris catalalis (Viette, 1953)
- Sindris leucomelas (Kenrick, 1917)
- Sindris minutalis (Viette, 1960)
- Sindris sganzini (Boisduval, 1833)
- Spatulipalpia ambahonella (Viette, 1964)
- Stemmatophora malgassalis (Saalmüller, 1880)
- Synaphe bradleyalis (Viette, 1960)
- Tegulifera catalalis (Marion & Viette, 1956)
- Tegulifera tristiculalis (Saalmüller, 1880)
- Teliphasa andrianalis (Viette, 1960)
- Thylacoptila paurosema (Meyrick, 1885)
- Tsaraphycis philippella (Viette, 1970)
- Tsaratanana colorella (Roesler, 1982)
- Yxygodes bekilalis (Marion, 1954)
- Yxygodes insignis (Mabille, 1900)
- Yxygodes mademalis (Viette, 1978)
- Yxygodes meranalis (Viette, 1960)
- Yxygodes olapalis (Viette, 1978)
- Yxygodes seyrigalis (Marion, 1954)
- Yxygodes vieualis (Viette, 1960)
- Yxygodes xyridotalis (Viette, 1960)
- Yxygodes zonalis (Mabille, 1900)
- Zitha absconsalis (Leraut, 2011)
- Zitha adjunctalis (Leraut, 2007)
- Zitha agnielealis (Leraut, 2011)
- Zitha albostrigalis (Saalmüller, 1880)
- Zitha alticolalis (Leraut, 2011)
- Zitha ambatosoratralis (Leraut, 2008)
- Zitha ambinanitalis (Viette, 1960)
- Zitha ambodirianalis (Leraut, 2011)
- Zitha ambralis (Leraut, 2011)
- Zitha ankafinalis (Leraut, 2007)
- Zitha ankasokalis (Viette, 1960)
- Zitha anneliese (Viette, 1981)
- Zitha barbutalis (Leraut, 2008)
- Zitha belalonalis (Leraut, 2011)
- Zitha betsakotsakoalis (Leraut, 2011)
- Zitha bombycalis (Leraut, 2007)
- Zitha capuronalis (Viette, 1960)
- Zitha catochrysalis (Ragonot, 1891)
- Zitha cyanealis (Mabille, 1879)
- Zitha decrepis (Viette, 1989)
- Zitha deuvealis (Leraut, 2009)
- Zitha didyalis (Leraut, 2008)
- Zitha gallienalis (Viette, 1960)
- Zitha geometralis (Leraut, 2007)
- Zitha gueneealis (Leraut, 2011)
- Zitha herbulotalis (Marion, 1954)
- Zitha hiarakalis (Leraut, 2011)
- Zitha hongalis (Leraut, 2011)
- Zitha joannisalis (Leraut, 2008)
- Zitha lalannealis (Leraut, 2009)
- Zitha lanitralis (Viette, 1978)
- Zitha legrandalis (Leraut, 2009)
- Zitha lignosalis (Viette, 1960)
- Zitha luquetalis (Leraut, 2011)
- Zitha maesalis (Leraut, 2007)
- Zitha mangindranoalis (Leraut, 2008)
- Zitha mantasoalis (Leraut, 2011)
- Zitha marionalis (Viette, 1960)
- Zitha martinealis (Leraut, 2011)
- Zitha matsaboryalis (Leraut, 2011)
- Zitha millotalis (Viette, 1960)
- Zitha minetalis (Leraut, 2008)
- Zitha mixtalis (Leraut, 2011)
- Zitha montreuilalis (Leraut, 2009)
- Zitha munroealis (Leraut, 2008)
- Zitha navattealis (Leraut, 2008)
- Zitha noctualis (Leraut, 2007)
- Zitha nosivolalis (Viette, 1960)
- Zitha novembralis (Leraut, 2009)
- Zitha nussalis (Leraut, 2011)
- Zitha oecophoralis (Leraut, 2007)
- Zitha panemerialis (Leraut, 2007)
- Zitha pernalis (Viette, 1960)
- Zitha pronubalis (Marion & Viette, 1956)
- Zitha pyraustalis (Leraut, 2007)
- Zitha radamalis (Viette, 1960)
- Zitha ragonotalis (Viette, 1960)
- Zitha ranaivosoloalis (Leraut, 2011)
- Zitha rosalinde (Viette, 1981)
- Zitha rubicundalis (Saalmüller, 1880)
- Zitha sahafaryalis (Leraut, 2011)
- Zitha sakavondroalis (Leraut, 2008)
- Zitha sambavalis (Leraut, 2009)
- Zitha sanguinalis (Marion, 1954)
- Zitha saturninalis (Leraut, 2011)
- Zitha secundalis (Leraut, 2008)
- Zitha sogalis (Viette, 1960)
- Zitha sublignosalis (Leraut, 2011)
- Zitha subradamalis (Leraut, 2011)
- Zitha subvinosalis (Leraut, 2011)
- Zitha tertialis (Leraut, 2008)
- Zitha tortricoidalis (Leraut, 2007)
- Zitha toulgoetalis (Leraut, 2009)
- Zitha touretalbyalis (Leraut, 2008)
- Zitha tsarafidyalis (Leraut, 2011)
- Zitha tsaratananalis (Leraut, 2011)
- Zitha viettealis (Leraut, 2009)
- Zitha vieualis (Leraut, 2011)
- Zitha vincentalis (Leraut, 2009)
- Zitha vinosalis (Leraut, 2011)
- Zitha whalleyalis (Viette, 1960)
- Zitha zombitsalis ('Viette, 1960)

## Saturniidae
- Antherina suraka (Boisduval, 1833)
- Argema mittrei (Guérin-Méneville, 1847)
- Bunaea alcinoe (Stoll, 1780)
- Bunaea aslauga Kirby, 1877
- Bunaea vulpes (Oberthür, 1916)
- Ceranchia apollina (Butler, 1878)
- Maltagorea cincta (Mabille, 1879)
- Maltagorea fusicolor (Mabille, 1879)
- Nudaurelia eblis (Strecker, 1876)
- Tagoropsis andriai (Griveaud, 1964)
- Tagoropsis ankaratra (Viette, 1954)
- Tagoropsis auricolor (Mabille, 1879)
- Tagoropsis cincta (Mabille, 1879)
- Tagoropsis dentata (Griveaud, 1964)
- Tagoropsis dura (Keferstein, 1870)
- Tagoropsis fusicolor (Mabille, 1879)
- Tagoropsis lambertoni (Bouvier, 1927)
- Tagoropsis monsarrati (Griveaud, 1968)
- Tagoropsis ornata (Griveaud, 1964)
- Tagoropsis rostaingi (Griveaud, 1964)
- Tagoropsis rubriflava (Griveaud, 1964)
- Tagoropsis rubrufa (Griveaud, 1964)
- Tagoropsis sogai (Griveaud, 1964)
- Tagoropsis vulpina (Butler, 1882)

## Sesiidae
- Agriomelissa malagasy (Viette, 1982)
- Camaegeria lychnitis (Bartsch & Berg, 2012)
- Camaegeria polytelis (Bartsch & Berg, 2012)
- Camaegeria sylvestralis (Viette, 1955)
- Camaegeria viettei (Bartsch & Berg, 2012)
- Camaegeria xanthomos (Bartsch & Berg, 2012)
- Camaegeria xanthopimplaeformis (Viette, 1956)
- Chamaesphecia andrianony (Viette, 1982)
- Chamaesphecia lemur (Le Cerf, 1957)
- Chamaesphecia seyrigi (Le Cerf, 1957)
- Hovaesia donckieri (Le Cerf, 1912)
- Lenyrhova heckmanniae (Aurivillius, 1909)
- Madasphecia griveaudi (Viette, 1982)
- Madasphecia puera (Viette, 1957)
- Malgasesia rufescens (Le Cerf, 1922)
- Malgasesia rufithorax (Le Cerf, 1922)
- Malgassesia ankaratralis (Viette, 1957)
- Malgassesia biedermanni (Viette, 1982)
- Malgassesia milloti (Viette, 1982)
- Malgassesia pauliani (Viette, 1955)
- Malgassesia seyrigi (Viette, 1955)
- Melittosesia flavitarsa (Bartsch, 2009)
- Microsynanthedon ambrensis (Viette, 1955)
- Microsynanthedon setodiformis (Mabille, 1892)
- Microsynanthedon tanala (Minet, 1976)
- Rodolphia hombergi (Le Cerf, 1911)
- Similipepsis eumenidiformis (Bartsch, 2008)
- Similipepsis maromizaensis (Bartsch, 2008)
- Tipulamima grandidieri (Le Cerf, 1917)
- Tipulamima ivondro (Viette, 1966)
- Tipulamima opalimargo (Le Cerf, 1913)
- Tipulamima seyrigi (Viette, 1955)

## Sphingidae
- Acherontia atropos (Linnaeus, 1758)
- Agrius convolvuli (Linnaeus, 1758)
- Antinephele lunulata (Rothschild & Jordan, 1903)
- Atemnora westermannii (Boisduval, 1875)
- Basiothia laticornis (Butler, 1879)
- Basiothia medea (Fabricius, 1781)
- Batocnema cocquerelii (Boisduval, 1875)
- Cephonodes hylas (Linnaeus, 1771)
- Cephonodes leucogaster (Rothschild & Jordan, 1903)
- Cephonodes rufescens (Griveaud, 1960)
- Ceridia nigricans (Griveaud, 1959)
- Coelonia brevis (Rothschild & Jordan, 1915)
- Coelonia fulvinotata (Butler, 1875)
- Coelonia solani (Boisduval, 1833)
- Daphnis nerii (Linnaeus, 1758)
- Euchloron megaera (Linnaeus, 1758)
- Gynoeryx bilineatus (Griveaud, 1959)
- Gynoeryx brevis (Oberthür, 1909)
- Gynoeryx integer (Viette, 1956)
- Gynoeryx meander (Boisduval, 1875)
- Gynoeryx paulianii (Viette, 1956)
- Gynoeryx teteforti (Griveaud, 1964)
- Hippotion aurora (Rothschild & Jordan, 1903)
- Hippotion balsaminae (Walker, 1856)
- Hippotion batschii (Keferstein, 1870)
- Hippotion butleri (Saalmüller, 1884)
- Hippotion celerio (Linnaeus, 1758)
- Hippotion eson (Cramer, 1779)
- Hippotion geryon (Boisduval, 1875)
- Hippotion griveaudi (Carcasson, 1968)
- Hippotion melichari (Haxaire, 2001)
- Hippotion osiris (Dalman, 1823)
- Hippotion saclavorum (Boisduval, 1833)
- Hyles biguttata (Walker, 1856)
- Hyles livornica (Esper, 1780)
- Lomocyma oegrapha (Mabille, 1884)
- Maassenia distincta (Gehlen, 1934)
- Maassenia heydeni (Saalmüller, 1878)
- Macroglossum aesalon (Mabille, 1879)
- Macroglossum bombus (Mabille, 1880)
- Macroglossum pachycerus (Rothschild & Jordan, 1903)
- Malgassoclanis delicatus (Jordan, 1921)
- Malgassoclanis suffuscus (Griveaud, 1959)
- Nephele comma (Hopffer, 1857)
- Nephele densoi (Keferstein, 1870)
- Nephele oenopion (Hübner, [1824])
- Panogena jasmini (Boisduval, 1875)
- Panogena lingens (Butler, 1877)
- Pseudoclanis grandidieri (Mabille, 1879)
- Pseudoclanis postica (Walker, 1856)
- Rhagastis lambertoni (Clark, 1923)
- Sphingonaepiopsis malgassica (Clark, 1929)
- Sphingonaepiopsis obscurus (Mabille, 1880)
- Temnora argyropeza (Mabille, 1879)
- Temnora engis (Jordan, 1933)
- Temnora fumosa (Walker, 1856)
- Temnora grandidieri (Butler, 1879)
- Temnora leighi (Rothschild & Jordan, 1915)
- Temnora nitida (Jordan, 1920)
- Temnora palpalis (Rothschild & Jordan, 1903)
- Temnora peckoveri (Butler, 1876)
- Temnoripais lasti (Rothschild, 1894)
- Theretra orpheus (Herrich-Schäffer, 1854)
- Xanthopan morganii (Walker, 1856)

## Thyrididae
- Banisia antiopa (Viette, 1954)
- Banisia myrsusalis (Walker, 1859)
- Chrysotypus animula (Viette, 1957)
- Chrysotypus caryophyllae (Frappa, 1954)
- Chrysotypus cupreus (Kenrick, 1914)
- Chrysotypus dives (Butler, 1879)
- Chrysotypus enigmaticus (Whalley, 1977)
- Chrysotypus lakato (Viette, 1958)
- Chrysotypus locuples (Mabille, 1879)
- Chrysotypus maculatus (Viette, 1960)
- Chrysotypus perineti (Viette, 1957)
- Chrysotypus phoebus (Viette, 1960)
- Cornuterus trivius (Whalley, 1967)
- Hapana milloti (Viette, 1954)
- Opula chopardi (Viette, 1954)
- Opula lineata (Whalley, 1967)
- Rhodoneura elegantula (Viette, 1957)
- Rhodoneura limatula (Whalley, 1967)
- Rhodoneura marojejy (Viette, 1960)
- Rhodoneura mellea (Saalmüller, 1881)
- Rhodoneura opalinula (Mabille, 1879)
- Rhodoneura seyrigi (Viette, 1957)
- Rhodoneura strix (Viette, 1958)
- Rhodoneura superba (Viette, 1954)
- Rhodoneura terreola (Mabille, 1880)
- Rhodoneura translucida (Viette, 1954)
- Rhodoneura viettealis (Whalley, 1977)
- Rhodoneura werneburgalis (Keferstein, 1870)
- Rhodoneura zophocrana (Viette, 1957)
- Rhodoneura zurisana (Whalley, 1971)
- Striglina minutula (Saalmüller, 1880)
- Symphleps seta (Viette, 1958)

## Tineidae
- Amphixystis anchiala (Meyrick, 1909)
- Amphixystis antongilella (Viette, 1955)
- Amphixystis aromaticella (Viette, 1957)
- Amphixystis herbulotella (Viette, 1955)
- Ancystrocheira porphyrica (Gozmány, 1969)
- Callocosmeta eupicta (Gozmány, 1969)
- Ceratophaga vastellus (Zeller, 1852)
- Chrysocrata coruscans (Gozmány, 1969)
- Cimitra horridella (Walker, 1863)
- Euagophleps brunneis (Viette, 1952)
- Euagophleps lambomakandro (Viette, 1952)
- Hilaroptera viettei (Gozmány, 1969)
- Monachoptilas berista (Viette, 1954)
- Monachoptilas faedellus (Mabille, 1880)
- Monachoptilas hyperaesthetica (Meyrick, 1934)
- Monachoptilas musicodora (Meyrick, 1934)
- Monachoptilas petitiella (Viette, 1954)
- Monachoptilas stempfferiella (Viette, 1954)
- Morophaga vadonella (Viette, 1955)
- Opogona masoalella (Viette, 1955)
- Opogona sacchari (Bojer, 1856)
- Opogona sogaella (Viette, 1985)
- Perissomastix madagascarica (Gozmány, 1969)
- Perissomastix pauliani (Gozmány, 1970)
- Protagophleps masoala (Viette, 1954)
- Protaphreutis acquisitella (Walker, 1863)
- Ranohira silvestris (Viette, 1952)
- Scalmatica insularis (Gozmány, 1969)
- Sphallestasis cheligera (Gozmány, 1970)
- Tinea malgassica (Gozmány, 1970)

## Tischeriidae
- Coptotriche alavelona (Lees & Stonis, 2007)

## Tortricidae
- Acantheucosma trachyptila (Diakonoff, 1988)
- Acleris malagassana (Diakonoff, 1973)
- Acleris phanerocrypta (Diakonoff, 1973)
- Acroclita pertracta (Diakonoff, 1989)
- Adoxophyes perangusta (Diakonoff, 1960)
- Adoxophyes peritoma (Meyrick, 1918)
- Adoxophyes telestica (Meyrick, 1930)
- Aemulatrix notognatha (Diakonoff, 1988)
- Anthophrys spectabilis (Diakonoff, 1960)
- Apotoforma cimelia (Diakonoff, 1960)
- Astronauta stellans (Meyrick, 1922)
- Aterpia microchlamys (Diakonoff, 1983)
- Bactra adelographa (Diakonoff, 1983)
- Bactra ametra (Diakonoff, 1983)
- Bactra bactrana (Kennel, 1901)
- Bactra distinctana (Mabille, 1900)
- Bactra dolia (Diakonoff, 1963)
- Bactra nesiotis (Diakonoff, 1963)
- Bactra punctistrigana (Mabille, 1900)
- Bactra pythonia (Meyrick, 1909)
- Bactra sinassula (Diakonoff, 1963)
- Bactra stagnicolana (Zeller, 1852)
- Bactra triceps (Diakonoff, 1963)
- Bactrostoma cinis (Diakonoff, 1960)
- Balioxena iospila (Meyrick, 1912)
- Bascaneucosma magicopa (Diakonoff, 1989)
- Basigonia anisocia (Diakonoff, 1983)
- Brachyvalva inoffensa (Diakonoff, 1960)
- Bucephalacra duplex (Diakonoff, 1981)
- Bucephalacra scoliosema (Diakonoff, 1970)
- Celypha perfracta (Diakonoff, 1983)
- Charitostega poliocycla (Diakonoff, 1988)
- Chloanohieris comastes (Diakonoff, 1989)
- Clepsis unifasciana (Duponchel, 1843)
- Cnephasia imitans (Diakonoff, 1948)
- Cochylis unicolorana (Mabille, 1900)
- Coniostola omistus (Diakonoff, 1988)
- Cornusaccula periopa (Diakonoff, 1960)
- Cosmetra rythmosema (Diakonoff, 1992)
- Cosmiophrys chrysobola (Diakonoff, 1970)
- Cosmiophrys stigma (Diakonoff, 1960)
- Cosmopoda aenopus (Diakonoff, 1981)
- Cosmopoda molybdopa (Diakonoff, 1981)
- Cosmorrhyncha ocellata (Mabille, 1900)
- Crocidosema bostrychodes (Diakonoff, 1992)
- Crocidosema plebejana (Zeller, 1847)
- Cryptaspasma subtilis (Diakonoff, 1959)
- Cryptophlebia notopeta (Diakonoff, 1988)
- Cryptophlebia peltastica (Meyrick, 1921)
- Cryptophlebia semilunana (Saalmüller, 1880)
- Cryptophlebia williamsi (Bradley, 1953)
- Cryptoschesis imitans (Diakonoff, 1988)
- Cuspidata anthracitis (Diakonoff, 1960)
- Cuspidata bidens (Diakonoff, 1960)
- Cuspidata castanea (Diakonoff, 1960)
- Cuspidata ditoma (Diakonoff, 1960)
- Cuspidata hypomelas (Diakonoff, 1960)
- Cuspidata leptozona (Diakonoff, 1960)
- Cuspidata micaria (Diakonoff, 1973)
- Cuspidata obscura (Diakonoff, 1970)
- Cuspidata oligosperma (Diakonoff, 1960)
- Cuspidata viettei (Diakonoff, 1960)
- Cydia aphrosema (Diakonoff, 1987)
- Cydia dochmasima (Diakonoff, 1987)
- Cydia serratula (Diakonoff, 1947)
- Cydia trichota (Diakonoff, 1988)
- Dasybregma gypsodoxa (Diakonoff, 1983)
- Diactora oxymorpha (Diakonoff, 1960)
- Digitosa elliptica (Diakonoff, 1960)
- Digitosa gnesia (Diakonoff, 1960)
- Digitosa leptographa (Diakonoff, 1960)
- Digitosa metaxantha (Diakonoff, 1960)
- Digitosa stenographa (Diakonoff, 1970)
- Digitosa vulpina (Diakonoff, 1960)
- Dolichohedya tripila (Diakonoff, 1970)
- Doridostoma denotata (Diakonoff, 1973)
- Doridostoma stenomorpha (Diakonoff, 1973)
- Dracontogena niphadonta (Diakonoff, 1970)
- Dudua adocima (Diakonoff, 1981)
- Dudua hemitypa (Diakonoff, 1983)
- Eboda bryochlora (Diakonoff, 1960)
- Ebodina lithoptila (Diakonoff, 1960)
- Eccopsis incultana (Walker, 1863)
- Eccopsis praecedens (Walsingham, 1897)
- Eccopsis wahlbergiana (Zeller, 1852)
- Epichorista sicca (Meyrick, 1912)
- Epichoristodes acerbella (Walker, 1864)
- Epichoristodes apiletica (Diakonoff, 1960)
- Epichoristodes atricaput (Diakonoff, 1973)
- Epichoristodes canonicum (Diakonoff, 1973)
- Epichoristodes goniopa (Diakonoff, 1960)
- Epichoristodes incerta (Diakonoff, 1960)
- Epichoristodes leucocymba (Meyrick, 1912)
- Epichoristodes macrosema (Diakonoff, 1970)
- Epichoristodes ypsilon (Diakonoff, 1960)
- Epinotia atacta (Diakonoff, 1992)
- Epinotia bricelus (Diakonoff, 1992)
- Epinotia dorsifraga (Diakonoff, 1970)
- Epinotia mniara (Diakonoff, 1992)
- Epinotia phyloeorrhages (Diakonoff, 1970)
- Epinotia selenana (Mabille, 1900)
- Epinotia xyloryctoides (Diakonoff, 1992)
- Episimus selenosema (Diakonoff, 1963)
- Eucosma bactromorpha (Diakonoff, 1992)
- Eucosmocydia oedipus (Diakonoff, 1988)
- Eudemis polychroma (Diakonoff, 1981)
- Fulcrifera cirrata (Diakonoff, 1987)
- Furcinula perizoma (Diakonoff, 1960)
- Furcinula punctulata (Diakonoff, 1960)
- Gephyraspis contranota (Diakonoff, 1973)
- Gephyraspis insolita (Diakonoff, 1973)
- Gephyraspis lutescens (Diakonoff, 1960)
- Goniotorna angusta (Diakonoff, 1960)
- Goniotorna chersopis (Meyrick, 1933)
- Goniotorna chondrocentra (Diakonoff, 1973)
- Goniotorna decipiens (Diakonoff, 1960)
- Goniotorna deinozona (Diakonoff, 1973)
- Goniotorna erratica (Diakonoff, 1947)
- Goniotorna heteropa (Diakonoff, 1960)
- Goniotorna iecoricolor (Diakonoff, 1960)
- Goniotorna illustra (Diakonoff, 1960)
- Goniotorna insatiata (Diakonoff, 1973)
- Goniotorna irresoluta (Diakonoff, 1960)
- Goniotorna lacrimosa (Diakonoff, 1960)
- Goniotorna leucophrys (Diakonoff, 1960)
- Goniotorna macula (Diakonoff, 1970)
- Goniotorna megalogonia (Diakonoff, 1960)
- Goniotorna melanoconis (Diakonoff, 1960)
- Goniotorna mesostena (Diakonoff, 1963)
- Goniotorna mianta (Diakonoff, 1973)
- Goniotorna micrognatha (Diakonoff, 1960)
- Goniotorna mucida (Diakonoff, 1960)
- Goniotorna niphotoma (Diakonoff, 1960)
- Goniotorna polyops (Diakonoff, 1960)
- Goniotorna praeornata (Diakonoff, 1960)
- Goniotorna praerupta (Diakonoff, 1960)
- Goniotorna rhodolemma (Diakonoff, 1960)
- Goniotorna rhodoptila (Diakonoff, 1960)
- Goniotorna suspiciosa (Diakonoff, 1960)
- Goniotorna synastra (Meyrick, 1918)
- Goniotorna trignoma (Diakonoff, 1973)
- Goniotorna trigodes (Diakonoff, 1973)
- Goniotorna vadoni (Diakonoff, 1960)
- Goniotorna verticillata (Diakonoff, 1960)
- Goniotorna vinacea (Diakonoff, 1960)
- Goniotorna vulpicolor (Diakonoff, 1960)
- Grapholita arcia (Diakonoff, 1988)
- Grapholita atrana (Mabille, 1900)
- Gypsonoma penthetria (Diakonoff, 1992)
- Hilaroptila mimetica (Diakonoff, 1970)
- Homona saclava (Mabille, 1900)
- Homonoides euryplaca (Meyrick, 1933)
- Hopliteccopsis amemorpha (Diakonoff, 1963)
- Hopliteccopsis crocostoma (Diakonoff, 1992)
- Hyposarotis atyphopa (Diakonoff, 1988)
- Hyposarotis impudica (Diakonoff, 1988)
- Idiothauma malgassicella (Viette, 1958)
- Labidosa sogai (Diakonoff, 1960)
- Leguminovora glycinivorella (Matsumura, 1898)
- Lobesia aeolopa (Meyrick, 1907)
- Lobesia archaetypa (Diakonoff, 1992)
- Lobesia harmonia (Meyrick, 1908)
- Lobesia leucospilana (Mabille, 1900)
- Lobesia semosa (Diakonoff, 1992)
- Lobesia vanillana (de Joannis, 1900)
- Lobesia vittigera (Meyrick, 1932)
- Lobesia xenosema (Diakonoff, 1983)
- Megalomacha tigripes (Diakonoff, 1960)
- Megalota antefracta (Diakonoff, 1981)
- Mesocharis centrifuga (Diakonoff, 1981)
- Mesotes pectinata (Diakonoff, 1988)
- Mesotes psymythistes (Diakonoff, 1988)
- Metamesia ametria (Diakonoff, 1960)
- Metamesia dilucida (Diakonoff, 1960)
- Metamesia episema (Diakonoff, 1960)
- Metamesia leptodelta (Diakonoff, 1973)
- Metamesia leucomitra (Diakonoff, 1960)
- Metamesia leucophyes (Diakonoff, 1960)
- Metamesia metacroca (Diakonoff, 1960)
- Metamesia nolens (Diakonoff, 1960)
- Metamesia peracuta (Diakonoff, 1960)
- Metamesia phanerops (Diakonoff, 1960)
- Metamesia ptychophora (Diakonoff, 1960)
- Metamesia retrocitra (Diakonoff, 1960)
- Metamesia synclysa (Diakonoff, 1973)
- Metendothenia fulvoflua (Diakonoff, 1983)
- Metendothenia heterophenga (Diakonoff, 1992)
- Metendothenia plecta (Diakonoff, 1983)
- Microsarotis pauliani (Diakonoff, 1988)
- Midaellobes rubrostrigana (Mabille, 1900)
- Neaspasia loxochlamys (Diakonoff, 1989)
- Niphadophylax hemicycla (Diakonoff, 1992)
- Niphadostola asceta (Diakonoff, 1989)
- Niphadostola chionea (Diakonoff, 1989)
- Niphadostola crocosema (Diakonoff, 1989)
- Niphothixa amphibola (Diakonoff, 1960)
- Niphothixa atava (Diakonoff, 1970)
- Niphothixa niphadacra (Diakonoff, 1960)
- Notocelia albosectana (Mabille, 1900)
- Notocelia cycloides (Diakonoff, 1989)
- Olethreutes anisorrhopa (Diakonoff, 1983)
- Oligobalia viettei (Diakonoff, 1988)
- Pammenitis calligrapha (Diakonoff, 1988)
- Pandemis capnobathra (Meyrick, 1930)
- Pandemis caryocentra (Diakonoff, 1960)
- Pandemis croceocephala (Diakonoff, 1961)
- Pandemis croceotacta (Diakonoff, 1960)
- Pandemis crocograpta (Meyrick, 1933)
- Pandemis dispersa (Diakonoff, 1960)
- Pandemis euryloncha (Diakonoff, 1973)
- Pandemis griveaudi (Diakonoff, 1960)
- Pandemis ianus (Diakonoff, 1970)
- Pandemis lichenosema (Diakonoff, 1970)
- Pandemis marginumbra (Diakonoff, 1960)
- Pandemis metallochroma (Diakonoff, 1947)
- Pandemis minuta (Diakonoff, 1960)
- Pandemis niphostigma (Diakonoff, 1960)
- Pandemis oculosa (Diakonoff, 1960)
- Pandemis pauliani (Diakonoff, 1960)
- Pandemis perispersa (Diakonoff, 1970)
- Pandemis plutosema (Diakonoff, 1960)
- Pandemis refracta (Diakonoff, 1960)
- Pandemis regalis (Diakonoff, 1960)
- Pandemis retroflua (Diakonoff, 1960)
- Pandemis rotundata (Diakonoff, 1960)
- Pandemis sclerophylla (Diakonoff, 1960)
- Pandemis stalagmographa (Diakonoff, 1960)
- Pandemis stipulaceana (Mabille, 1900)
- Pandemis straminocula (Diakonoff, 1960)
- Pandemis subovata (Diakonoff, 1970)
- Pandemis tarda (Diakonoff, 1963)
- Pandemis xanthacra (Diakonoff, 1960)
- Pandemis xylophyes (Diakonoff, 1960)
- Panegyra cosmophora (Diakonoff, 1960)
- Paramesiodes longirostris (Diakonoff, 1960)
- Paramesiodes minor (Diakonoff, 1960)
- Penestostoma compsa (Diakonoff, 1992)
- Peteliacma torrescens (Meyrick, 1912)
- Phaecasiophora auroraegera (Diakonoff, 1983)
- Phricanthes flexilineana (Walker, 1863)
- Platysemaphora rubiginosa (Diakonoff, 1960)
- Plutographa anopa (Diakonoff, 1989)
- Plutographa authodes (Diakonoff, 1992)
- Plutographa brochota (Diakonoff, 1989)
- Plutographa cryphaea (Diakonoff, 1989)
- Plutographa cyanea (Diakonoff, 1989)
- Plutographa cyclops (Diakonoff, 1970)
- Plutographa dyspotma (Diakonoff, 1989)
- Plutographa erytema (Diakonoff, 1989)
- Plutographa eudela (Diakonoff, 1989)
- Plutographa glochydosema (Diakonoff, 1989)
- Plutographa heteranthera (Diakonoff, 1970)
- Plutographa latefracta (Diakonoff, 1989)
- Plutographa lichenophyes (Diakonoff, 1989)
- Plutographa microsarca (Diakonoff, 1989)
- Plutographa monopa (Diakonoff, 1989)
- Plutographa nigrivittata (Diakonoff, 1989)
- Plutographa orbiculi (Diakonoff, 1989)
- Plutographa phloena (Diakonoff, 1989)
- Plutographa phloeorrhages (Diakonoff, 1970)
- Plutographa pictura (Diakonoff, 1970)
- Plutographa reducta (Diakonoff, 1989)
- Plutographa rhodana (Diakonoff, 1989)
- Plutographa semna (Diakonoff, 1989)
- Plutographa seriopa (Diakonoff, 1989)
- Plutographa spodostoma (Diakonoff, 1989)
- Plutographa tetracelis (Diakonoff, 1989)
- Plutographa tomion (Diakonoff, 1989)
- Plutographa transversa (Diakonoff, 1970)
- Plutographa xyloglypha (Diakonoff, 1989)
- Potiosa vapulata (Diakonoff, 1963)
- Procrica imitans (Diakonoff, 1947)
- Procrica intrepida (Meyrick, 1912)
- Procrica semilutea (Diakonoff, 1960)
- Prophaecasia caemelionopa (Diakonoff, 1983)
- Retinia mecynopus (Diakonoff, 1989)
- Rhodotoxotis arciferana (Mabille, 1900)
- Rhodotoxotis heteromorpha (Diakonoff, 1992)
- Rhodotoxotis phylochrysa (Diakonoff, 1992)
- Rhodotoxotis plutostola (Diakonoff, 1992)
- Sociognatha oligoropa (Diakonoff, 1989)
- Stephanopyga legnota (Diakonoff, 1988)
- Strepsicrates penechra (Diakonoff, 1989)
- Strepsicrates rhothia (Meyrick, 1910)
- Stygitropha funebris (Diakonoff, 1983)
- Syngamoneura rubronotana (Mabille, 1900)
- Syropetrova viridis (Diakonoff, 1970)
- Tetramoera leptalea (Diakonoff, 1988)
- Tetramoera schistaceana (Snellen, 1891)
- Thaumatotibia apicinudana (Mabille, 1900)
- Thaumatotibia batrachopa (Meyrick, 1908)
- Thaumatotibia dolichogonia (Diakonoff, 1988)
- Thaumatotibia leucotreta (Meyrick, 1913)
- Thaumatotibia macrogona (Diakonoff, 1988)
- Thylacandra argyromixtana (Mabille, 1900)
- Thylacandra malgassana (Saalmüller, 1880)
- Thylacandra sycophyes (Diakonoff, 1970)
- Thylacogaster rhodomenia (Diakonoff, 1988)
- Trymalitis optima (Meyrick, 1911)
- Trymalitis scalifera (Meyrick, 1912)
- Vialonga pallior (Diakonoff, 1960)
- Vialonga polyantha (Diakonoff, 1960)
- Viettea spectabilis (Diakonoff, 1960)
- Xenophylla megalogona (Diakonoff, 1947)
- Xenopotamia radians (Diakonoff, 1983)
- Xenosocia acrophora (Diakonoff, 1989)
- Xenosocia argyritis (Diakonoff, 1989)
- Xenosocia dynastes (Diakonoff, 1992)
- Xenosocia euryptycha (Diakonoff, 1989)
- Xenosocia iocinctis (Diakonoff, 1989)
- Xenosocia lampouris (Diakonoff, 1989)
- Xenosocia panegyrica (Diakonoff, 1989)
- Xenosocia polyschelis (Diakonoff, 1989)
- Xenosocia tryphera (Diakonoff, 1989)
- Yunusemreia triangulum (Diakonoff, 1970)

## Uraniidae
- Acropteris insticta (Warren, 1897)
- Chrysiridia rhipheus (Drury, 1773)
- Dirades bonoraae (Boudinot, 1982)
- Dirades incerta (Boudinot, 1982)
- Dirades theclata (Guenée, 1858)
- Epiplema andringitra (Boudinot, 1982)
- Epiplema ankafina (Boudinot, 1982)
- Epiplema bongo (Boudinot, 1982)
- Epiplema carayoni (Boudinot, 1982)
- Epiplema fletcheri (Boudinot, 1982)
- Epiplema griveaudi (Boudinot, 1982)
- Epiplema herbuloti (Boudinot, 1982)
- Epiplema lemairei (Boudinot, 1982)
- Epiplema malagasy (Boudinot, 1982)
- Epiplema pauliani (Boudinot, 1982)
- Epiplema perineti (Boudinot, 1982)
- Epiplema peyrierasi (Boudinot, 1982)
- Epiplema sogai (Boudinot, 1982)
- Epiplema toulgoeti (Boudinot, 1982)
- Madepiplema andrefana (Boudinot, 1982)
- Madepiplema zombitsy (Boudinot, 1982)
- Micronia semifasciata (Mabille, 1880)
- Urapteritra antsianakaria (Oberthür, 1923)
- Urapteritra lobularia (Mabille, 1880)
- Urapteritra mabillei (Viette, 1972)
- Urapteritra malgassaria (Mabille, 1878)
- Urapteritra montana (Viette, 1972)
- Urapteritra piperita (Oberthür, 1923)
- Urapteritra suavis (Oberthür, 1923)

## Xyloryctidae
- Catanomistis loxophracta (Meyrick, 1933)
- Exoditis subfurcata (Meyrick, 1933)
- Herbulotiana abceda (Viette, 1954)
- Herbulotiana altitudinella (Viette, 1963)
- Herbulotiana atypicella (Viette, 1956)
- Herbulotiana benoistella (Viette, 1954)
- Herbulotiana bernardiiella (Viette, 1954)
- Herbulotiana bicolorata (Viette, 1954)
- Herbulotiana catalaella (Viette, 1954)
- Herbulotiana collectella (Viette, 1956)
- Herbulotiana halarcta (Meyrick, 1917)
- Herbulotiana longifascia (Viette, 1954)
- Herbulotiana paulianella (Viette, 1954)
- Herbulotiana robustella (Viette, 1956)
- Herbulotiana rungsella (Viette, 1954)
- Herbulotiana septella (Viette, 1956)
- Herbulotiana violacea (Viette, 1954)
- Mnarolitia paulianellum (Viette, 1954)
- Mocquerysiella albicosta (Viette, 1954)
- Mocquerysiella bourginella (Viette, 1954)
- Phracyps waterloti (Viette, 1952)
- Pseudoprocometis baronella (Viette, 1956)
- Pseudoprocometis helle (Viette, 1952)
- Pseudoprocometis robletella (Viette, 1956)
- Scieropepla nephelocentra (Meyrick, 1933)
- Xylorycta malgassella (Viette, 1956)

## Yponomeutidae
- Rhabdocosma dolini (Gershenson, 2001)
- Yponomeuta madagascariensis (Gershenson, 2001)
- Yponomeuta strigillatus (Zeller, 1852)

## Zygaenidae
- Ankasocris striatus (Viette, 1965)
- Ischnusia culiculina (Mabille, 1878)
- Madaprocris minetorum (Viette, 1978)
- Sthenoprocris brondeli (Viette, 1978)
- Sthenoprocris malgassica (Hampson, 1920)